# Saison 2020-2021 de l'Olympique lyonnais
Maillots
Chronologie
Saison précédente Saison suivante
La saison 2020-2021 de l'Olympique lyonnais est la 71e saison de l'histoire du club, et la 32e consécutive en Ligue 1.
L'OL sort d'une saison notamment marquée par les blessures de longue durée de Memphis Depay et de Jeff Reine-Adélaïde, et terminée à la 7e place au moment de l'arrêt du championnat en raison de la pandémie de Covid-19, ce qui constitue son plus mauvais classement depuis 23 ans et la saison 1996-1997.
Le club lyonnais dispute cette saison la Ligue 1 et la Coupe de France, la Coupe de la Ligue ayant été supprimée faute de diffuseur télévisuel.
Malgré l'épopée qui mène l'Olympique lyonnais en demi-finale de Ligue des champions, le club ne participera pas à une compétition européenne cette saison pour la première fois depuis 23 ans, en raison de son mauvais classement en championnat et de sa défaite en finale de la Coupe de la Ligue face au Paris Saint-Germain, privant le club rhodanien d'un autre potentiel ticket européen. Le club n'atteint pas son objectif de qualification en Ligue des champions en terminant au pied du podium, à la 4ème place.

## Préparation d'avant-saison

### Reprise et stage à Évian
Le 8 juin 2020 est le jour de reprise pour l'Olympique lyonnais après la coupure due à la pandémie de Covid-19 et à l'arrêt du championnat prononcé par la LFP.
Du 28 juin au 4 juillet 2020, l'Olympique lyonnais part en stage à Évian-les-Bains, où un match face aux amateurs suisses de l'US Port-Valais est notamment prévu. Rudi Garcia et son staff convoquent 33 joueurs pour ce stage, dont des jeunes issus du centre de formation.
Les Gones disputent leur premier match amical de la saison le 1er juillet 2020 face à l'US Port-Valais, qui évolue en sixième division suisse. Les joueurs lyonnais l'emportent sur le score de 12 à 0, avec des quadruplés de la recrue Tino Kadewere (pour son premier match sous ses nouvelles couleurs) et de Memphis Depay, remis de sa rupture des ligaments croisés qui lui avait fait manquer la seconde partie de saison dernière. Karl Toko-Ekambi, dont l'OL s'est définitivement offert les services un mois plus tôt, inscrit un doublé. Les autres buteurs sont Thiago Mendes et Maxence Caqueret.
Le deuxième match amical de la saison est disputé face à l'OGC Nice, pensionnaire de Ligue 1. Les Lyonnais s'imposent 1-0 grâce à un penalty inscrit en début de match par Houssem Aouar à la suite d'une faute du gardien niçois Walter Benítez sur Moussa Dembélé.
Après le match face à Nice, les joueurs lyonnais disposent d'une semaine de vacances.

### Trophée Veolia
Dans le cadre de sa préparation pour les échéances à venir (finale de la Coupe de la Ligue et huitième de finale retour de la Ligue des Champions), l'OL organise pour la première fois le trophée Veolia, qui voit s'affronter quatre équipes (l'OGC Nice, ainsi que les deux grands d'Écosse que sont le Celtic et les Rangers) sous la forme d'un mini-championnat, ne comportant seulement que deux journées, l'Olympique lyonnais n'affrontant pas Nice et les deux clubs écossais ne se rencontrant pas non plus.
Pour son entrée en lice dans ce tournoi amical, Lyon, qui inaugure par ailleurs le nouveau maillot domicile, affronte les Glasgow Rangers, et s'incline 2-0, en encaissant un but inscrit contre son camp par Marcelo sous la pression adverse à la suite d'un débordement de Ryan Kent, puis un autre cinq minutes plus tard sur une frappe de Ianis Hagi déviée par Marcelo. Malgré l'exclusion de Ryan Kent à la 39e minute pour une gifle sur Marcelo, les joueurs de Rudi Garcia ne parviennent pas à recoller au score, et Youssouf Koné évitera même le 3-0 en sauvant un tir de Glen Kamara sur sa ligne,. Ce match constitue les premier revers des Gones durant leur préparation.
La 2e journée du trophée Veolia oppose l'OL, qui dispute son premier match sous le nouveau maillot extérieur, au Celtic Glasgow, et les joueurs lyonnais remportent la rencontre 2-1, grâce à un but de la tête de Moussa Dembélé sur un centre de Marcelo et une madjer de Memphis Depay sur un centre au cordeau de Léo Dubois après une combinaison avec ce dernier. Le Celtic réduira la marque en fin de rencontre par l'intermédiaire de Mohamed Elyounoussi après un numéro en solitaire dans la défense des Gones. Les deux équipes ont touché à une reprise les montants, les Bhoys au quart d'heure de jeu à la suite d'un coup franc d'Olivier Ntcham dévié par Marcelo qui termina sa course sur le poteau ; Memphis Depay frappant sur la barre transversale en début de seconde période sur un nouveau service de Léo Dubois.
L'Olympique lyonnais termine ainsi deuxième du trophée Veolia remporté par les Rangers.

### Tournée en Belgique
Le 17 juillet 2020, l'Olympique lyonnais annonce qu'il disputera deux matchs amicaux en Belgique, le 22 face au KAA La Gantoise et le 24 face au Royal Antwerp.
Pour son déplacement sur la pelouse du KAA La Gantoise, l'OL s'impose 3 buts à 2 grâce à des buts inscrits d'une part en première période par Karl Toko-Ekambi d'une frappe en lucarne à la suite d'un bon pressing de Maxence Caqueret, et Bertrand Traoré, bien lancé en profondeur par Jeff Reine-Adélaïde, qui signe là sa deuxième passe décisive du match. Entre-temps, les Buffalos avaient profité de la faute de Joachim Andersen sur Ihor Plastun dans la surface de réparation pour égaliser sur un penalty pourtant d'abord repoussé par Ciprian Tătărușanu mais transformé en deux temps par Anderson Niangbo. En début de deuxième mi-temps, Melvin Bard alourdit la marque d'une demi-volée après une passe lobée de Rayan Cherki. Les joueurs gantois réduiront l'écart sur un nouveau penalty inscrit par Alexandre De Bruyn après une légère faute de Maxence Caqueret sur Sven Kums. Malgré la barre trouvée par Dino Arslanagić sur corner, l'Olympique lyonnais parvient à conserver son avantage et s'imposer.
Le dernier match amical de la pré-saison, disputé face au Royal Antwerp, voit une nouvelle victoire 3 buts à 2 des Lyonnais. Les Gones menaient pourtant rapidement 3-0 grâce à des buts en première période de Moussa Dembélé, de la tête sur un centre d'Houssem Aouar dévié par Jason Denayer et d'un contre son camp d'Abdoulaye Seck à la suite d'un nouveau centre d'Aouar. Quelques minutes après la reprise, Maxwel Cornet inscrit le troisième but en reprenant un centre à ras de terre de Memphis Depay, mais les Lyonnais vont se faire peur enconcédant deux buts en moins de dix minutes, d'abord de Martin Hongla à la suite d'une percée de individuelle de Manuel Benson, ensuite par Aurélio Buta après un débordement de Simen Juklerød.

### Fin de la saison 2019-2020
La finale de la Coupe de France et la fin de la Ligue des Champions n'ayant pu avoir lieu en raison de la pandémie de Covid-19, bien que comptant pour la saison 2019-2020, se sont disputées durant la préparation de la saison 2020-2021.

#### Finale de la Coupe de la Ligue
Le 31 juillet 2020, l'Olympique lyonnais affronte le Paris Saint-Germain dans le cadre de la finale de la Coupe de la Ligue. Ce match, prévu initialement le 4 avril, a été reporté en raison de la pandémie de Covid-19. Il sera aussi le dernier de l'histoire de la compétition, puisque le conseil d’administration de la LFP a voté la suppression de la compétition à l'issue de la saison 2019-2020, personne n'ayant répondu à son appel d'offres de diffusion télévisuelle en décembre 2018, couvrant la période 2020-2024.
Le PSG s'avance dans cette finale sans sa vedette Kylian Mbappé, blessé lors de la finale de la Coupe de France face à Saint-Étienne par Loïc Perrin une semaine auparavant. Du côté lyonnais, le gardien Ciprian Tătărușanu aurait dû commencer le match, mais il ressent une douleur au dos à l'échauffement, et doit donc laisser sa place à l'habituel titulaire Anthony Lopes. Le score reste nul et vierge durant le temps réglementaire et les prolongations, une séance de tirs au but départagera donc les deux équipes. Après cinq tentatives réussies pour chaque camp, le gardien parisien Keylor Navas stoppe le penalty de Bertrand Traoré, puis Pablo Sarabia inscrit le tir au but de la victoire face à Anthony Lopes. Les Parisiens remportent ainsi leur 9e Coupe de la Ligue, et ne laisse à l'OL la possibilité d'être européen qu'en remportant la Ligue des Champions.

## Effectif

### Joueurs prêtés
Le tableau suivant liste les joueurs en prêts pour la saison 2020-2021.

### Joueurs réservistes
Le tableau suivant liste les joueurs de l'équipe réserve évoluant au sein du club pour la saison 2020-2021. Les noms en gras indiquent les joueurs ayant déjà été convoqués en équipe première.

## Compétitions
| Championnat de France | Coupe de France  |
| --------------------- | ---------------- |
| 4e                    | Quarts de finale |
| 22V 10N 6D            | 2V 1N 1D         |
| TOTAL : 24V 11N 7D    |                  |

### Championnat de France

#### Classement
| Rang | Équipe                    | Pts | J  | G  | N  | P  | Bp | Bc | Diff | Qualification ou relégation                                                     |
| ---- | ------------------------- | --- | -- | -- | -- | -- | -- | -- | ---- | ------------------------------------------------------------------------------- |
| 2    | Paris Saint-Germain T S C | 82  | 38 | 26 | 4  | 8  | 86 | 28 | +58  | Qualification pour la phase de groupes de la Ligue des champions                |
| 3    | AS Monaco                 | 78  | 38 | 24 | 6  | 8  | 76 | 42 | +34  | Qualification pour le troisième tour de qualification de la Ligue des champions |
| 4    | Olympique lyonnais        | 76  | 38 | 22 | 10 | 6  | 81 | 43 | +38  | Qualification pour la phase de groupes de la Ligue Europa                       |
| 5    | Olympique de Marseille    | 60  | 38 | 16 | 12 | 10 | 54 | 47 | +7   | Qualification pour la phase de groupes de la Ligue Europa                       |
| 6    | Stade rennais FC          | 58  | 38 | 16 | 10 | 12 | 52 | 40 | +12  | Qualification pour les barrages de la Ligue Europa Conférence                   |

#### Évolution du classement et des résultats
Phase aller
| Journée           | 2 | 3  | 1    | 4    | 5   | 6    | 7    | 8    | 9    | 10  | 11   | 12   | 13 | 14   | 15 | 16   | 17   | 18   | 19   |
| ----------------- | - | -- | ---- | ---- | --- | ---- | ---- | ---- | ---- | --- | ---- | ---- | -- | ---- | -- | ---- | ---- | ---- | ---- |
| Rang              | 8 | 10 | 11   | 12   | 11  | 14   | 9    | 6    | 6    | 5   | 3    | 3    | 3  | 2    | 3  | 2    | 1    | 1    | 1    |
| Résultat          | V | N  | D    | N    | N   | N    | V    | V    | N    | V   | V    | V    | V  | V    | N  | V    | V    | V    | N    |
| Terrain           | D | E  | E    | D    | E   | D    | E    | D    | E    | D   | E    | D    | E  | E    | D  | E    | D    | D    | E    |
| Points            | 3 | 4  | 4    | 5    | 6   | 7    | 10   | 13   | 14   | 17  | 20   | 23   | 26 | 29   | 30 | 33   | 36   | 39   | 40   |
| Moy. points/match | 3 | 2  | 1.33 | 1.25 | 1.2 | 1.17 | 1.43 | 1.63 | 1.56 | 1.7 | 1.82 | 1.92 | 2  | 2.07 | 2  | 2.06 | 2.12 | 2.17 | 2.11 |

Phase retour
| Journée           | 20 | 21   | 22   | 23   | 24   | 25   | 26   | 27   | 28   | 29   | 30 | 31   | 32 | 33   | 34   | 35 | 36   | 37   | 38 |
| ----------------- | -- | ---- | ---- | ---- | ---- | ---- | ---- | ---- | ---- | ---- | -- | ---- | -- | ---- | ---- | -- | ---- | ---- | -- |
| Rang              | 3  | 3    | 2    | 2    | 2    | 3    | 2    | 3    | 3    | 3    | 3  | 4    | 4  | 4    | 4    | 4  | 4    | 4    | 4  |
| Résultat          | D  | V    | V    | V    | V    | D    | V    | N    | V    | N    | D  | N    | V  | V    | D    | V  | V    | V    | D  |
| Terrain           | D  | E    | D    | E    | D    | D    | E    | E    | D    | E    | D  | E    | D  | E    | D    | E  | D    | E    | D  |
| Points            | 40 | 43   | 46   | 49   | 52   | 52   | 55   | 56   | 59   | 60   | 60 | 61   | 64 | 67   | 67   | 70 | 73   | 76   | 76 |
| Moy. points/match | 2  | 2.05 | 2.09 | 2.13 | 2.17 | 2.08 | 2.12 | 2.07 | 2.11 | 2.07 | 2  | 1.97 | 2  | 2.03 | 1.97 | 2  | 2.03 | 2.05 | 2  |

Terrain : D = Domicile ; E = Extérieur
Résultat : D = Défaite ; N = Nul ; V = Victoire

#### Journées 1 à 2
En raison de la qualification de l'OL en demi-finale de la Ligue des champions, la rencontre comptant pour la 1re journée de Ligue 1 à Montpellier est reportée au mardi 15 septembre, alors qu'elle était initialement prévue le dimanche 23 août puis le mercredi 16 septembre à 19 heures, date elle aussi modifiée en raison du match face à Nîmes le 18 septembre dans le cadre de la 4e journée.
- J2 : OL - Dijon FCO

L'Olympique lyonnais dispute donc son premier match de championnat lors de la 2e journée face à Dijon. Avant le match, Houssem Aouar est testé positif au Covid-19, et ne peut donc pas disputer le match, et manquera aussi l'équipe de France alors qu'il avait été sélectionné pour la 1re fois par Didier Deschamps. L'entraîneur Rudi Garcia persiste avec son schéma en 3-5-2 expérimenté en Ligue des champions, s'appuyant sur une défense Denayer-Marcelo-Marçal (dont c'est le dernier match à l'OL avant son transfert à Wolverhampton) entourée de Léo Dubois et Maxwel Cornet. Au milieu, Maxence Caqueret et Bruno Guimarães sont titularisés dans la lignée du Final 8, le capitaine Memphis Depay soutenant en meneur Karl Toko-Ekambi et Moussa Dembélé. Les Gones débutent bien le match mais sont surpris au quart d'heure de jeu par un but marqué en deux temps par Aurélien Scheidler en contre-attaque. Si l'OL mise démesurément sur une tactique basée sur les centres, dont l'efficacité n'est pas au rendez-vous, les offensives lyonnaises sont récompensées par l'obtention d'un penalty pour une faute du jeune Ahmad Ngouyamsa sur Cornet, que Depay transforme à la 39e minute. En toute fin de première période, l'OL inscrit deux autres buts coup sur coup, d'abord grâce à un but contre son camp de Wesley Lautoa consécutif à un excellent dribble puis un centre de Memphis Depay, puis par le doublé de l'international néerlandais à la suite d'un bel enchaînement dans la surface à la réception d'un centre de Toko-Ekambi légèrement dévié par la défense dijonnaise. En seconde période, les joueurs lyonnais inscrivent un quatrième but, sur un nouveau penalty de Memphis Depay qui s'offre un triplé, à la suite d'un croc en jambe de Jonathan Panzo sur Léo Dubois. C'est le troisième hat trick du Néerlandais à l'OL, après ceux réalisés en 2017 contre Troyes et en 2018 face à Nice. Il devient par la même occasion le meilleur buteur en compétitions officielles au Groupama Stadium, devant Nabil Fekir, avec 32 buts inscrits. On note aussi en seconde mi-temps les entrées en jeu de Kenny Tete et Jeff Reine-Adélaïde pour leurs derniers matches avec l'OL avant leurs départs respectifs pour Fulham et Nice. L'OL s'impose donc 4-1 en ayant largement dominé son sujet : 65% de possession, 27 tirs à 6, 12 tirs cadrés à 2, 13 corners à 2.
Après cette première victoire, la 1re trève internationale permet une pause d'une semaine de championnat.

#### Journées 3 à 6
- J3 : FC Girondins de Bordeaux - OL

Le deuxième match de la saison de l'OL est en réalité pour le compte de la 3e journée. Il s'agit d'un déplacement chez les Girondins de Bordeaux. Le schéma tactique en 3-5-2 est maintenu avec cette fois Joachim Andersen défenseur droit de cette base à trois (aux côtés de Jason Denayer et Marcelo), avec toujours Léo Dubois et Maxwel Cornet chargés d'animer les côtés. Le milieu à deux Caqueret-Guimarães demeure (Houssem Aouar débutant sur le banc, de retour du Covid-19). Devant, Memphis Depay est une nouvelle fois positionné en meneur derrière Moussa Dembélé et Karl Toko-Ekambi. Le match est pauvre en qualité avec très peu d'occasions franches de part et d'autre. Les Lyonnais ont la possession (55%) mais elle est stérile. Sur vingt tirs rhodaniens, trois seulement sont cadrés. À la pause, le nombre total de tirs cadrés est d'un seul, venant des rangs lyonnais. Beaucoup d'attaques des hommes de Rudi Garcia sont stériles, consistant souvent en des centres peu dangereux par les pistons Dubois et Cornet. Côté girondins, il n y a que cinq tirs sur l'ensemble du match, aucun n'étant cadré. Seule l'entrée d'Aouar à la 60e minute apportera un peu de fougue aux Lyonnais, le meneur de jeu terminant un bel enchaînement par une frappe sur le poteau de Benoît Costil à dix minutes de la fin. Signe de la déception lyonnaise, on note la sortie dès l'heure de jeu de Dembélé qui rentre directement au vestiaire, déjà agacé par son faible temps de jeu lors des matchs de Ligue des champions. Le score reste finalement nul et vierge à Bordeaux, l'OL ayant cruellement manqué de créativité et d'efficacité offensive. Le bilan est donc de quatre points en deux matches, ce nul constituant un coup d'arrêt après la dynamique enclenchée en août à Lisbonne.
- J1 : Montpellier HSC - OL

Lors du match en retard de la 1re journée contre Montpellier, c'est à nouveau un 3-5-2 qui est choisi, avec toujours le trio Denayer-Marcelo-Andersen (dont c'est le dernier match avant son prêt au Fulham FC) en défense, toujours entourés de Cornet et Dubois. Le tandem Caqueret-Guimarães est pour sa part aligné pour la troisième fois de suite en Ligue 1, cette fois derrière Houssem Aouar, positionné en meneur de jeu (pointe haute du milieu triangulaire). L'attaque est composée de Tino Kadewere (première titularisation avec son nouveau club) et de Karl Toko-Ekambi. Memphis Depay est sur le banc, notamment en raison des rumeurs de transfert dont il fait régulièrement l'objet (le contrat du joueur expirant en juin 2021), le mercato ayant été repoussé en ce début de saison. Dès la 3e minute, l'OL se procure une énorme occasion, Toko-Ekambi frappant sur le poteau après avoir repris à bout pourtant un centre à ras de terre de Cornet à la suite d'un bon décalage de Guimarães. Ce manque de réussite rappelle celui connu quelques jours plus tôt à Bordeaux, où le montant adverse avait déjà été touché, coûtant des points aux Gones. Les Montpelliérains vont en profiter puisqu'ils obtiennent un penalty après la demi-heure de jeu (à la suite d'une légère poussette de Dubois), marqué par Téji Savanier grâce à une panenka. Quelques minutes plus tard, le scénario du match s'empirera pour l'OL avec l'exclusion d'Aouar (sa première en carrière professionnelle) pour un geste dangereux. Malgré l'entrée de Memphis dès la 55e, Savanier doublera la mise à l'heure de jeu (deux buts en trois tirs cadrés seulement pour les Héraultais dans ce match). Si, à la 80e, Rayan Cherki (rentré une dizaine de minutes plus tôt et dont la palette technique et la vivacité auront permis d'apporter du mordant à l'animation offensive rhodanienne) obtient un penalty (provoquant un carton rouge pour Vitorino Hilton) que transformera son capitaine Memphis (quatrième but - dont trois penalties - en trois journées), l'OL s'inclinera deux buts à un, concédant sa première défaite de la saison. Bien que dominateurs (56% de possession, 19 tirs à 10, 7 tirs cadrés à 3, 11 corners à 4), le jeu lyonnais demeure stéréotypé, présentant les mêmes lacunes qu'à Bordeaux quelques jours plus tôt : une absence de créativité au milieu, un manque d'efficacité devant et surtout une tactique bien trop axée sur les centres souvent stériles de ses pistons.
- J4 : OL - Nîmes Olympique

À la suite de ces deux matches décevants (1 point sur 6, un seul but marqué), l'OL reçoit lors de la 4e journée une équipe de Nîmes amoindrie par de nombreuses absences, contre laquelle tout autre résultat qu'une victoire serait une énorme contre-performance. Mis face à l'inefficacité de son 3-5-2 sur les derniers matches de championnat, Rudi Garcia décide de mettre en place un 4-4-2 à plat. Si la défense centrale belgo-brésilienne est classique, comme le côté droit, le côté gauche est tenu par le jeune latéral prometteur Melvin Bard, pas encore vingt ans, titularisé pour la première fois dans son club formateur. Au milieu, pour accompagner le tandem Caqueret-Guimarães (titularisé à chaque match de ce début de saison), et en l'absence d'Houssem Aouar pour cause de suspension, sont alignés le jeune espoir de 17 ans Rayan Cherki (ce dernier devant déjà, selon certains, « ne pas être vu comme un simple joker de luxe mais déjà comme un titulaire en puissance [...] une arme fatale à utiliser dès le coup d'envoi ») sur l'aile droite et Maxwel Cornet sur l'aile gauche. Enfin, en dépit de son manque de réussite en ce début de saison, Moussa Dembélé accompagne Memphis Depay sur le front de l'attaque. Malgré quelques occasions lyonnaises (face à face perdu de Cornet contre Baptiste Reynet à la suite d'une ouverture lumineuse de son capitaine hollandais, tête manquée à bout pourtant de Dembélé sur un centre de Léo Dubois) comme nîmoises en contre (notamment une barre de Renaud Ripart), le score est nul et vierge à la mi-temps. Signe de la fragilité lyonnaise, l'OL a perdu 38 duels en première période, soit son pire total à la pause d'un match de Ligue 1 depuis le 3 décembre 2017 à Caen. Il le restera à la fin de la rencontre, malgré un but - logiquement - refusé à Dembélé sur un centre de Caqueret (le ballon étant préalablement sorti des limites du terrain) et un penalty oublié pour une main gardoise sur une tête de Sinaly Diomandé à la 66e. En conséquence, Lyon concède un troisième résultat décevant consécutif malgré à nouveau une domination statistique manifeste (74% de possession, 37 centres, 16 tirs à 10). Sans grande imagination en attaque en dépit du remaniement tactique mis en œuvre, l'OL a affiché trop de déchet technique, n'a cadré qu'à trois reprises, et ne s'est créé que trois véritables occasions, certains de ses joueurs offensifs semblant être perturbés par le mercato : « Les joueurs changent. Le système aussi. Les maux, eux, sont les mêmes : face à Nîmes, ce vendredi soir (0-0), Lyon a encore payé un manque d'inspiration de plus en plus criant. L'OL ne peut plus compter sur les exploits de Memphis Depay, qui semble décidément avoir la tête ailleurs. L'arbre ne cache plus la forêt. Et le doute s'installe. ». L'ancien attaquant de Manchester United est d'ailleurs, après quatre rencontres de Ligue 1, le seul et unique buteur des Gones cette saison. Bien que tous titularisés au moins une fois depuis le début d'exercice, les autres attaquants - tant Moussa Dembélé, Karl Toko-Ekambi que Tino Kadewere - restent mutiques. Plus généralement, les Lyonnais ont bouclé sept de leurs treize dernières réceptions en championnat sans marquer de but, soit autant que lors de leurs 95 précédentes. Aves seulement cinq points lors de ses quatre premières rencontres de Ligue 1 cette saison (1 victoire, 2 nuls, 1 défaite), le club de Jean-Michel Aulas réalise son pire début d'exercice dans l'élite depuis 2014-2015 (trois points en quatre matches). Il pointe au douzième rang du championnat après quatre journées.
- J5 : FC Lorient - OL

La 5e journée voit des Lyonnais dans une mauvaise passe se déplacer chez le promu lorientais. Pour ce match, l'OL s'avance à nouveau en 3-5-2, malgré la morosité de jeu proposé par ce schéma à Bordeaux et Montpellier. La défense à trois est constituée de Jason Denayer, Marcelo et Sinaly Diomandé (première titularisation à l'OL du jeune ivoirien), accompagnés par les habituels Léo Dubois et Maxwel Cornet. Maxence Caqueret absent, le milieu à deux est composé du tandem brésilien Bruno Guimarães-Jean Lucas, en soutien d'Houssem Aouar (de retour après sa suspension purgée lors de la journée précédente) positionné en numéro 10. En attaque, le jeune Rayan Cherki est à nouveau dans le onze de départ, en compagnie de Moussa Dembélé, toujours muet en ce début de saison. Le match est pauvre en occasions, l'animation offensive rhodanienne s'avérant particulièrement fade contre un bloc lorientais regroupé. L'entrée de Memphis Depay (à nouveau remplaçant du fait de la possibilité de transfert le concernant) à la mi-temps à la place de Diomandé ne change pas grand chose et l'OL se voit oublier un penalty pour une semelle de Jérémy Morel sur Aouar. Les Lyonnais se retrouvent même menés au score par un but (validé par le VAR) après l'heure de jeu de Yoane Wissa à la suite d'erreurs de sa charnière belgo-brésilienne. Si Dubois égalisera une dizaine de minutes plus tard d'un bel exploit individuel - symbole de l'absence de mouvement collectif de son équipe - conclu d'une frappe du gauche à l'entrée de la surface (premier but de l'international français depuis mai 2019 et premier but lyonnais inscrit par un autre joueur que Depay cette saison), l'OL ne parviendra pas à remporter la victoire (malgré une frappe de l'international ivoirien Maxwel Cornet contrée sur la barre lorientaise à la 81e minute). Il s'agit du quatrième match d'affilée sans victoire de l'Olympique Lyonnais. Comme souvent, malgré une domination statistique (69% de possession, 19 tirs à 4, 6 tirs cadrés à 2), les mêmes défauts sont observés chez les Gones : une absence de prise de risques, une créativité absente, un manque de complicité collective et une possession de balle stérile. Ce constat est malheureusement récurrent depuis de nombreux mois : « les Rhodaniens se sont fait, depuis plusieurs saisons maintenant, une spécialité d'être forts contre les forts et faibles contre les faibles. Et face à une équipe regroupée derrière, Lyon n'a pas eu de réponse "comme très souvent", a pesté Houssem Aouar au micro de Canal+. L'OL a eu 70% de la possession de balle en première période, mais la frappe lointaine du jeune défenseur Sinaly Diomandé (19 ans) à la 29e minute illustrait l'impuissance lyonnaise. Les visiteurs n'ont jamais sollicité la profondeur, se limitant à des centre imprécis ou des une-deux avec Moussa Dembélé dos au but, avant d'être pris dans la tenaille lorientaise ». Avec donc trois nuls et une défaite pour une seule victoire en cinq journées, l'OL stagne en seconde moitié de tableau (11e avec 6 points seulement), bien loin de ses ambitions, avant la réception de l'Olympique de Marseille la journée suivante.
- J6 : OL - Olympique de Marseille

Le dimanche suivant, se tient donc le 100e Olympico en Ligue 1 lors de la 6e journée. Si l'OL s'avance sans grande confiance dans ce match (restant sur une série de quatre matches sans victoire), les rivaux phocéens ne sont guère mieux tant en termes de résultats (une défaite et deux nuls sur les trois derniers matches) que de jeu proposé. Pour ce match, l'ancien entraîneur de l'OM, Rudi Garcia, laisse à nouveau Memphis Depay sur le banc, comme contre Montpellier et Lorient. Le capitaine batave est en effet annoncé de manière insistante du côté du FC Barcelone et, le mercato vivant ses dernières heures, il n'est pas jugé assez concentré sur l'OL pour débuter ce match. Sur le plan tactique, le schéma choisi est un 4-3-3 pour la première fois de saison (après quatre compositions en 5-3-2 et une en 4-4-2 à plat). La charnière est composée des tauliers Marcelo et Denayer, et le latéral droit Léo Dubois est le capitaine du soir. A gauche, c'est Melvin Bard qui est à nouveau essayé, et l'arrière sera l'un des meilleurs joueurs du match. Le milieu est pour sa part inédit avec la triplette Mendes-Caqueret-Aouar (ce dernier ayant annoncé, après une longue période d'incertitude, qu'il demeurerait au club malgré les approches de clubs étrangers au mercato). L'attaque est pour sa part 100% africaine avec Maxwel Cornet qui retrouve l'aile gauche, Karl Toko-Ekambi placé à droite et Tino Kadewere qui occupe l'axe (deuxième titularisation du Zimbabwéen à l'OL). Moussa Dembélé, titulaire quatre fois en cinq journées, paye son manque d'efficacité sur ce début de saison. C'est à partir de ce match que le meilleur buteur lyonnais des deux dernières saisons perd la place de titulaire qu'il semblait avoir retrouvée après le Final 8. On note alors que le banc lyonnais est composé de joueurs (Joachim Andersen, Dembélé, Bruno Guimarães, le nouveau venu Lucas Paquetá en provenance de l'AC Milan pour 20 millions d'euros, Memphis et Jean Lucas) ayant au total été achetés pour plus de 110 millions d'euros : il s'agit sûrement du banc le plus cher de l'histoire de l'OL. Si les Lyonnais dominent largement l'entame de match, ils sont cueillis à froid par l'ouverture du score dès le quart d'heure sur un contre conclu par Dimitri Payet. Il s'agira de l'unique frappe cadrée des Phocéens sur la rencontre, preuve du manque de chance rhodanienne. Quelques minutes après son but, le Réunionnais sera exclu en raison d'une semelle dangereuse sur Dubois. Dix minutes plus tard, Melvin Bard provoquera un penalty à la suite d'une faute d'Álvaro González. C'est Aouar qui le transforme en le tirant à mi hauteur sur la gauche de Steve Mandanda, inscrivant ainsi le premier but de sa saison contre une équipe qui lui réussit bien. On note par ailleurs que sur les sept buts lyonnais inscrits à ce moment-là de la saison, quatre l'ont été sur penalty et un contre son camp, preuve de la difficulté de l'OL à marquer dans le jeu. Après cette égalisation, à 11 contre 10, l'OL accentue sa domination (avec notamment une frappe de Thiago Mendes arrêtée par Steve Mandanda) et croit marquer juste avant la mi-temps par Kadewere reprenant dans le but vide une frappe sur la barre de Toko-Ekambi, mais le but est refusé pour un hors-jeu de quelques centimètres du Camerounais. L'OL poursuivra sa mainmise sur le ballon en deuxième période, durant laquelle entreront notamment Memphis et Bruno Guimarães pour changer le cours du match. Le milieu brésilien sauve d'ailleurs son équipe peu après en sauvant sur sa ligne une maladresse de son compatriote Thiago Mendes ayant poussé vers son but un centre phocéen. L'OL sera malheureux pendant les vingt dernières minutes puisqu'Aouar se verra refuser un but pour une supposée faute sur le portier marseillais (celui-ci avait relâché le ballon que le meneur lyonnais avait poussé dans les cages vides) et, trois minutes plus tard, Thiago Mendes manquera encore d'inscrire son premier but pour l'OL en tapant le poteau à bout pourtant sur un centre de Memphis. Le match se termine donc sur un partage de points malgré l'écrasante domination lyonnaise (68% de possession, 24 tirs à 3, 3 tirs cadrés à 1, 19 corners à 5, 37 centres, 88% de passes réussies contre 71%). Il s'agit d'une nouvelle désillusion, les Gones ayant joué la grande majorité du match en supériorité numérique. Est surtout manifeste l'absence d'efficacité et de capacité à se montrer dangereux des Lyonnais, malgré une qualité de jeu un peu meilleure que lors des dernières sorties : « On a l'impression que Lyon aurait pu jouer pendant toute la nuit de Décines-Charpieu sans trouver la lumière. Certes, l'OL n'a pas perdu, mais il aurait évidemment dû gagner face à un OM réduit à dix pendant une heure et quart. Un nul qui a, lui, des allures de victoire pour Marseille dans un tel contexte ». Finalement, l'OL n'aura ramassé que 7 points en six matches, ayant enchaîné une défaite et quatre nuls sur les cinq dernières rencontres (la seule victoire datant de fin août). Sur le plan comptable, il s'agit du deuxième pire départ du club en championnat au XXIe siècle après la saison 2010-2011. Ce mauvais début de saison est frappant en regardant le classement, auquel l'équipe de Rudi Garcia pointe à une terne 14e place. Les critiques sur l'entraîneur et le jeu proposé par son équipe fusent alors du côté des supporters lyonnais, juste avant la trêve internationale.

#### Journées 7 à 10
Le mercato terminé, l'OL va entamer une formidable série de résultats lui permettant de remonter au classement après son début de saison décevant (7 points sur 18 en six matches, avec une seule victoire pour quatre nuls et une défaite).
- J7 : RC Strasbourg - OL

Pour le déplacement à Strasbourg (J7), Rudi Garcia met en place un 4-3-3 qui deviendra la marque de fabrique de cet OL. L'attaque est menée par le capitaine Memphis Depay, entouré sur la gauche de Karl Toko-Ekambi et sur la droite de Tino Kadewere. Quant au milieu, il est composé de Thiago Mendes, qui retrouve un niveau satisfaisant après une première saison compliquée, Houssem Aouar et le nouvel arrivant en provenance de l'AC Milan au mercato, le brésilien Lucas Paquetá, qui honore son premier match sous ses nouvelles couleurs en Alsace. Sont alors relégués sur le banc certains joueurs importants comme Maxence Caqueret, Bruno Guimarães ou Moussa Dembélé. La charnière est composée du duo Denayer-Marcelo désormais habitué à jouer ensemble, entourée de Léo Dubois à droite et Maxwel Cornet à gauche. Le match démarre idéalement pour l'OL avec un but de Kadewere, le premier de l'attaquant zimbabwéen sous ses nouvelles couleurs (il s'était vu annuler un but contre l'OM lors de la précédente journée, pour hors jeu). Par la suite, le Camerounais Toko-Ekambi va marquer le premier doublé de sa carrière à l'OL (ses deux premiers buts de la saison, par ailleurs) avant que Strasbourg ne réduise le score avant la mi-temps (3-1 à la MT). Bien que les Strasbourgeois inscrivent un deuxième but, l'OL l'emporte 3 à 2, et remporte ainsi son premier match depuis six rencontres (victoire à domicile contre Dijon 4 à 1 lors de la J1), le premier succès à l'extérieur de la saison. Aussi, on note que les trois passes décisives rhodaniennes du jour ont été réalisées par Memphis. Cela témoigne de son apport dans ce domaine puisqu'il est à ce moment le joueur ayant délivré le plus d'offrandes en Ligue 1 depuis son arrivée en France en janvier 2017. Il est aussi le seul joueur lyonnais à avoir délivré trois passes décisives en un match de Ligue 1 sur les quinze dernières saisons, l'ayant même fait deux fois (à Metz le 8 avril 2018, en plus de cette J7) et aussi le seul Lyonnais à avoir donné trois offrandes en une mi-temps d'un match officiel sur cette période. Ce match amorce une série de haut niveau de la part de l'OL, surtout basée sur le jeu de transition. A ce titre, on note que, contrairement aux matches précédents, l'OL a eu moins de 50 % de possession (47 contre 53), et a moins tiré que son adversaire (14 tirs lyonnais contre 19 frappes alsaciennes). Au classement, cette victoire permet à l'OL de revenir dans le top 10 (9e place), avec 10 points en 7 journées, à sept points du leader lillois. Ce début de remontée, lancée lors du premier match post période de transferts, fait écho aux propos de Rudi Garcia qui disait à la fin septembre que "le vrai championnat débutera[it] après le mercato", en référence aux troubles que cette période générait dans le groupe lyonnais.
- J8 : OL - AS Monaco

La même équipe est alors alignée pour la réception de l'AS Monaco lors de la J8, à l'exception de la titularisation du jeune international ivoirien Sinaly Diomandé à la place de Jason Denayer, blessé. Dans le sillage de son milieu Mendes-Paquetá-Aouar et de son attaque retrouvée, l'OL va à nouveau faire étalage de sa vitesse de transition et de sa capacité à mener des contres foudroyants. Malgré une faible possession sur l'ensemble du match (34 contre 66%) et un nombre inférieur de tirs (15 contre 18) et de corners (2 contre 12), le club rhodanien inscrit quatre buts en une seule mi-temps, par l'intermédiaire de Memphis (sur un service d'Houssem Aouar, 5e but de la saison du Néerlandais), Toko-Ekambi (sur une passe de Kadewere), Aouar (pénalty obtenu par Toko-Ekambi, 2e but de la saison du jeune meneur français), et à nouveau Toko-Ekambi, ce dernier signant le deuxième doublé de sa carrière au club (une semaine après le premier) et ses troisième et quatrième buts de la saison. Malgré une réduction du score de Wissam Ben Yedder en début de seconde période et un carton rouge en fin de match pour le jeune latéral gauche remplaçant Melvin Bard, l'OL s'impose 4 buts à 1, sa deuxième victoire de suite. Le club remonte à la sixième place du classement, avec 13 points, à cinq points du premier, le Paris Saint-Germain.
- J9 : Lille OSC - OL

Pour le compte de la 9e journée, l'OL se déplace chez le LOSC. Ce déplacement s'annonce compliqué du fait que le club nordiste est l'une des équipes les plus attrayantes de ce début de saison, à ce moment là deuxième avec le même nombre de points que Paris (18 en huit matches). Encore privé de son défenseur central belge, l'OL aligne la même composition que face à Monaco une semaine auparavant. Après avoir manqué une occasion de but par Toko-Ekambi, l'OL va être puni par une frappe de loin de Jonathan Bamba à la 22e minute. Cependant, reprenant le contrôle du match, Lyon égalise en fin de première mi-temps grâce à un but contre son camp lillois à la suite d'une frappe d'Aouar. La deuxième mi-temps démarre néanmoins d'une mauvaise manière avec un carton rouge adressé à Marcelo (deuxième jaune, à la suite d'une faute évitable en milieu de terrain). Les Lyonnais vont cependant tenir le point du match nul, en faisant le dos rond, faisant notamment entrer leur recrue défensive algérienne Djamel Benlamri. Les statistiques du match illustrent le fait que les hommes de Christophe Galtier aient bénéficié de supériorité numérique : 61% de possession, 15 tirs à 8, 6 tirs cadrés à 1, 9 corners à 4 etc. L'OL garde sa sixième place, avec 14 points, pointant à sept longueurs de Paris.
- J10 : OL - AS Saint-Etienne

La 10e journée met aux prises l'OL avec son rival principal, l'ASSE, pour le 121e derby de l'histoire. La composition rhodanienne change des précédentes rencontres avec le retour comme titulaires de Bruno Guimarães et Maxence Caqueret à la place de Thiago Mendes et Lucas Paquetá (est donc associé sur le terrain d'entrée pour la deuxième fois seulement de la saison le milieu du Final 8 Guimarães-Caqueret-Aouar) et Moussa Dembélé plutôt que Tino Kadewere. Le jeune Diomandé est titularisé pour la troisième fois de suite, cette fois à la place de Marcelo, suspendu. Le début de match est équilibré avec des parades du gardien Anthony Lopes d'un côté et des occasions lyonnaises de l'autre (notamment deux buts refusés pour hors jeu pour Dembélé, l'attaquant français s'étant vu refuser quatre buts depuis le début de la saison et n'ayant toujours pas marqué). C'est Saint-Etienne qui va ouvrir le score en fin de première période sur un but contre son camp de Lopes. Pour autant, les Gones vont réagir en seconde mi-temps à la suite des entrées en jeu des remplaçants, notamment celle de Kadewere, qui inscrira deux buts en dix minutes (65e et 74 e) à la suite de passes de Maxwel Cornet. Ces deuxième et troisième réalisations de l'attaquant zimbabwéen pour l'OL sont capitales et apparaissent d'autant plus marquées du sceau du destin que le buteur avait lui-même annoncé avant le match avoir rêvé de marquer lors du derby. Les Verts vont toutefois obtenir un penalty en fin de rencontre, à la suite d'une main involontaire du nouvel entrant Jean Lucas, mais le tireur Denis Bouanga va envoyer le cuir à côté des buts lyonnais. Ce succès permet à l'OL de remonter à la cinquième place, avec 17 points.

#### Journées 11 à 17
- J11 : SCO Angers - OL

Lors de la 11e journée, à la suite de la trêve internationale, l'OL se déplace à Angers, équipe du top 10. En l'absence de Maxwel Cornet et Karl Toko-Ekambi, suspendus, sont titularisés Rayan Cherki au poste d'ailier et Melvin Bard au poste de latéral gauche. Houssem Aouar étant en méforme, Maxence Caqueret est associé aux Brésiliens Thiago Mendes et Lucas Paquetá. La possession du ballon est équilibrée mais l'OL est particulièrement inoffensif durant ce match, avec une seule grosse occasion en première période (une tête de Tino Kadewere passant à côté des cages adverses) et seulement deux tirs cadrés sur l'ensemble du match. C'est le club angevin qui se procure les plus grosses opportunités, tirant 19 fois au but d'Anthony Lopes sur l'ensemble de la partie (contre 5 tirs lyonnais), dont 8 frappes cadrées. Finalement, l'OL va trouver la faille à la suite d'un bon travail de Moussa Dembélé qui sert à l'entrée de la surface Léo Dubois, lequel remet en première intention pour Kadewere qui contrôle de la poitrine et marque d'une reprise à bout portant à la 78e minute de jeu. Ce succès propulse l'OL sur le podium, à la troisième place, avec 20 points. Lyon se rapproche à quatre points du leader parisien, défait à Monaco.
- J12 : OL - Stade de Reims

Ensuite, le dernier week-end de novembre, l'OL accueille le Stade de Reims, qui lutte pour le maintien, pour le compte de la 12e journée. Si la défense et l'attaque lyonnaises sont classiques, le milieu titularisé est pour la première fois intégralement brésilien. En effet, Houssem Aouar ayant été sanctionné par le club pour ce match, Bruno Guimarães est aligné aux côtés de Mendes et Paquetá. Lyon domine largement son sujet avec une ouverture du score dès la 22e minute de Toko-Ekambi (cinquième but pour l'ancien joueur de Villareal qui avait frappé le poteau en début de rencontre) sur un centre parfait de Memphis Depay. Il s'agit déjà de la quatrième passe décisive du chef d'orchestre hollandais lors de cette saison. Ce dernier va ensuite provoquer un carton rouge champenois à la demi-heure de jeu, quelques minutes après que Kadewere ait lui aussi vu un de ses tirs heurter le montant adverse. En seconde mi-temps, l'OL va conforter son avantage avec deux buts de Guimarães (son premier sous les couleurs lyonnaises, récompensant un excellent match de sa part) et de Moussa Dembélé (son premier de la saison), tous les deux servis par Toko-Ekambi, auteur d'un match plein. Si les Gones ont particulièrement dominé cette rencontre menée de bout en bout (avec notamment 64% de possession), ils ont aussi été très réalistes avec 3 buts sur 4 tirs cadrés (pour un total de 15 tirs). Cette victoire 3-0 permet à l'OL de remporter trois matches de suite dans l'élite pour la première fois de l'ère Garcia. Aussi, les Olympiens ont remporté 5 de leurs 6 derniers matchs disputés en championnat, soit autant que leurs 17 rencontres précédentes dans la compétition. Ils conservent la troisième place, avec 23 points, et se rapprochent à deux points du premier Paris, qui a fait nul. C'est la première fois depuis 2014-2015 que l'OL compte deux points ou moins de retard sur les Parisiens à la douzième journée. On note que l'OL a repris cinq points au PSG en seulement deux journées. De quoi faire naître certaines ambitions : "Tranchants offensivement, sérieux défensivement, les Gones remontent à la deuxième place provisoire, à deux points du PSG. Ils enchaînent surtout leur neuvième match de suite sans défaite. De quoi en faire un candidat au titre ? Rien n'est interdit".
- J13 : FC Metz - OL

La forme olympique du club rhodanien se poursuit lors du déplacement en Lorraine, contre le FC Metz, lors de la 13e journée. En l'absence de Thiago Mendes, suspendu, Rudi Garcia conduit pour la première fois un milieu Guimarães-Paquetá-Aouar (ce dernier retrouvant donc sa place de titulaire). Par ailleurs, l'international italien Mattia De Sciglio connaît sa première titularisation sous son nouveau maillot, à droite de la défense. Bien que dominateurs, les Lyonnais concèdent un penalty dans le premier quart d'heure, heureusement sauvé par Anthony Lopes, le premier arrêt dans l'exercice du portier portugais en compétition officielle depuis le 4 février 2018. Peu après, l'OL ouvre le score par son capitaine Memphis Depay sur un judicieux centre à ras de terre de Toko-Ekambi. Le score sera alourdi en seconde période par un doublé du Camerounais, le premier but en conclusion d'une magnifique action collective (talonnade de Memphis puis décalage en finesse d'Aouar) et le deuxième grâce à un excellent travail (récupération, dribble et passe) de Paquetá, le Brésilien délivrant sa première passe décisive à l'OL au cours d'un excellent match de sa part. Le Camerounais, plus tard auteur d'une barre transversale, confirme donc son excellente forme avec une implication sur les six derniers buts de son équipe (trois passes et trois buts en deux matches) et un troisième doublé de la saison (après ceux réalisés face à Strasbourg et Monaco). Malgré la réduction du score messine et un carton rouge pour Cherki en fin de match (devenant ainsi le plus jeune joueur de L1 à recevoir un carton rouge, à 17 ans et 111 jours), l'OL empoche sa quatrième victoire de suite, avec la manière (un jeu vertical efficace) et conforte sa troisième place. Totalisant 26 points, soit une moyenne de deux points par match pour la première fois de la saison, il égale son meilleur départ après treize matches sur les dix dernières saisons et compte déjà autant de points que sur l'ensemble de la phase aller de la saison précédente. Il pointe à deux points du PSG.
- J14 : Paris Saint-Germain - OL

La 14e journée voit justement s'opposer ces deux équipes, pour l'un des chocs de la saison. Contre le leader, l'OL avance avec sa composition classique et le retour du milieu Mendes-Paquetá-Aouar, association qui n'a plus été entrevue depuis l'enchaînement des matches contre Strasbourg, Monaco et Lille en octobre. La qualité technique de ces joueurs, associée à l'intensité mise par l'ensemble de l'équipe lyonnaise, étouffe des Parisiens disposés en 3-5-2 et privés de leur capitaine Marquinhos. Alors que l'OL emporte brillamment la bataille du milieu, l'attaque qatarie est muette, à l'image de la starlette Neymar. Malgré une possession du ballon en leur faveur (65%) les hommes de Doha ne cadreront finalement qu'un seul tir dans ce match. Du côté rhodanien, les occasions ne sont pas nombreuses mais la délivrance vient à la 35e minute sur un but de Kadewere grâce à une passe de Toko-Ekambi qui avait intercepté une mauvaise relance de Presnel Kimpembe. L'attaquant zimbabwéen inscrit son cinquième but de la saison, lui qui avait déjà marqué à des moments importants contre Strasbourg, Saint-Etienne et Angers. Concernant l'ailier camerounais, il s'agit de sa quatrième passe décisive de la saison et il a été décisif sur les sept derniers buts lyonnais en Ligue 1 (trois buts et quatre passes décisives sur les trois derniers matches), premier joueur à réaliser une telle série à l'OL depuis Depay en mars-avril 2018 (implication sur 10 buts consécutifs). Plus globalement, il prouve son caractère indispensable dans le schéma lyonnais basé sur le jeu de transition (plus que de possession) en ayant signé sept buts et quatre passes décisives sur ses sept dernières apparitions en championnat. Malgré une baisse de régime en seconde période, l'OL ne concèdera pas de but face à d'inoffensifs parisiens, et aurait même pu marquer une nouvelle fois par l'intermédiaire de Guimarães en fin de match. Le point noir est l'expulsion à la dernière minute de Thiago Mendes, auteur d'un grand match tant dans la récupération que la transmission du ballon et devenu un élément essentiel de l'équipe. En effet, initialement averti par un carton jaune à la suite d'un tacle sur Neymar, les pleurs et les cris de la célébrité brésilienne, ainsi que sa sortie hollywoodienne sur brancard, inciteront l'arbitre, après consultation de la vidéo, à exclure le milieu brésilien. Celui-ci sera suspendu deux matches ferme (et un avec sursis), tandis que l'attaquant parisien souffrira d'une "entorse bénigne". La fin du match est sifflée après cet incident et le PSG s'incline pour la quatrième fois de la saison en championnat. Cette victoire lyonnaise est la première au Parc des Princes depuis 2012 en Coupe de France et la première depuis le 28 octobre 2007 en Ligue 1. Lyon est le club ayant le plus souvent battu le PSG - six fois : une fois en Coupe de France en 2012 et cinq fois en Ligue 1 en 2014, 2016, 2018, 2019 et cette saison - depuis l'arrivée de QSI. C'est aussi la première victoire de Garcia avec l'OL contre un club du top 5. Surtout, elle permet au club de Jean-Michel Aulas de prendre un point d'avance sur son adversaire du jour et de s'emparer de la deuxième place (avec 29 points, soit une moyenne supérieure à deux points par match), juste derrière le LOSC à la différence de buts. Elle témoigne aussi de la bonne dynamique de l'OL, invaincu depuis onze matches et ayant pris 22 points sur 24 sur les huit derniers matches (sept victoires, un nul à Lille en jouant quasiment une mi-temps à 10 contre 11). D'aucuns se demandent alors si "les dés du championnat français sont à relancer" car "ce PSG n’a rien d’un champion de France en titre".
- J15 : OL - Stade brestois

Considéré comme un prétendant au titre par certains et objectivement équipe la plus en forme du championnat, l'OL reçoit Brest lors de la 15e journée. Face à une équipe de milieu de tableau, l'OL se doit de tenir son rang de co-leader et continuer sa série de succès. Cette rencontre est aussi marquée sous le signe de Gérard Houllier, entraîneur du grand OL de 2005 à 2007 et conseiller du président Aulas, décédé deux jours auparavant. Pour ce match en semaine, trois jours après la victoire à Paris, l'entraîneur Rudi Garcia décide de faire tourner en titularisant Mattia De Sciglio à la place de Maxwel Cornet au poste d'arrière gauche, Bruno Guimarães et Maxence Caqueret à la place de Thiago Mendes (suspendu) et Lucas Paquetá dans l'entrejeu (troisième association de la saison, donc, du milieu Guimarães-Caqueret-Aouar), et Moussa Dembélé au poste d'attaquant, Memphis Depay s'asseyant sur le banc. Si l'OL domine outrageusement la rencontre, butant sur l'excellent match du portier brestois Gautier Larsonneur, ce sont les Brestois qui vont marquer en fin de première mi-temps contre le cours du jeu, un but contre son camp d'Anthony Lopes faisant suite à une erreur de De Sciglio. À la 55e minute, vont alors rentrer en jeu Memphis, Paquetá et Cornet afin de renverser la vapeur et permettre à l'OL de revenir au score. Peu de temps après que Léo Dubois ait touché la barre transversale, le capitaine batave va provoquer puis marquer un penalty, signant son septième but de la saison. Il devient le 13e joueur de l'histoire à atteindre la barre des 50 buts en Ligue 1 avec l'OL. Cinq minutes plus tard, le Stade brestois est réduit à 10 à la suite d'un tacle violent sur Kadewere. Lyon pousse alors, avec notamment une barre de Memphis et finit par prendre l'avantage grâce à un but de Cornet (son premier de la saison), à la suite d'une percée de Rayan Cherki (rentré en cours de match) et une talonnade d'Aouar (3e passe décisive de la saison pour le milieu français). Cependant, alors que l'OL semble se diriger vers une septième victoire de suite, une passe en retrait imprécise de Cornet, mal couverte par Diomandé (ayant remplacé Guimarães) pousse Lopes à une sortie hasardeuse occasionnant un choc avec un attaquant breton. Bien que contestable, un penalty est sifflé. D'abord repoussé par le portier lyonnais, il est retiré (le gardien n'ayant pas les pieds sur la ligne au moment du tir) et finalement marqué. Les Lyonnais n'arriveront pas à reprendre l'avantage, notamment pénalisés par un oubli flagrant de temps additionnel (dû aux minutes perdues à cause de la vérification vidéo du penalty ainsi que le temps qu'il soit retiré) et doivent finalement partager les points. Bien que non catastrophique (l'OL reste sur une série de douze matches sans défaites en Ligue 1, sa meilleure série d'invincibilité depuis octobre 2010-janvier 2011), ce résultat constitue une grande déception au vu de la dynamique du club sur les dernières semaines et du contenu du match (57% de possession, 28 tirs à 8, 11 tirs cadrés à 2, 12 corners à 3). Avec 30 points en 15 matches, l'OL rétrograde à la troisième place derrière le LOSC (à deux points) et le PSG (à un point), tous deux vainqueurs. Ce résultat témoigne de ce que certains joueurs sont indispensables à la cohérence d'ensemble de l'équipe, en premier lieu desquels Memphis et Paquetá. Par ailleurs, malgré une constance dans les résultats, l'OL n'est pas totalement guéri, en témoigne notamment le changement trop fileux de Rudi Garcia de sortir Guimarães pour Diomandé, et ainsi de finir le match à cinq défenseurs alors que l'équipe adverse avait un joueur en moins et qu'un autre milieu, Jean Lucas, était sur le banc. Ce dernier va d'ailleurs demander à être prêté durant la deuxième partie de saison, déçu d'avoir un si faible temps de jeu.
- J16 : OGC Nice - OL

À la suite de cette désillusion à domicile, la 16e journée s'apparente à un test. En effet, le déplacement contre l'OGC Nice est un moyen de savoir si l'OL demeure fragile comme les saisons précédentes ou si une plus grande constance caractérise cet exercice 2020-2021. Contre une équipe européenne mais à la peine en championnat (entre la dixième et la quinzième place), l'OL maintient son schéma basé sur la verticalité et la vitesse en contre. Du fait de la suspension de Thiago Mendes, le milieu à trois, cœur de la domination lyonnaise, est le même que lors de la convaincante victoire à Metz : Guimarães-Paquetá-Aouar. Bien que laissant la balle à son adversaire (55% de possession niçoise sur le match), l'OL domine aisément cette rencontre, effectuant notamment neuf tirs cadrés contre un seul pour les joueurs du Sud. L'attaque lyonnaise, comme depuis octobre, continue de briller de mille feux. Tino Kadewere provoque un pénalty à la suite d'une remise de Memphis Depay, que ce dernier transformera d'une astucieuse panenka à la demi-heure de jeu. Il s'agit du huitième but de la saison du Hollandais, son deuxième de la semaine sur penalty. A ce titre, cinq de ses huit buts ont été jusque là inscrits sur penalty cette saison (deux contre Dijon, un contre Montpellier, un contre Brest et celui-ci), sur un total de onze penalties marqués (dont 4 en panenka) sur treize tentés depuis son arrivée à l'OL en janvier 2017. Les Gones doublent la mise quelques minutes plus tard grâce au sang-froid de Kadewere à la suite d'une grossière perte de balle niçoise. Il s'agit du sixième but de l'ancien attaquant du Havre sous le maillot lyonnais. Si l'ancien Lyonnais Amine Gouiri, parti du Rhône vers la Méditerranée à l'été 2020, réduit la marque juste avant la mi-temps, le club de Juninho assoit son emprise sur le match à la 63e avec le huitième but de l'année de Karl Toko-Ekambi (impliqué sur huit buts lors de ses cinq derniers matches) à la suite d'une formidable action collective de contre (trouvé par Aouar, Memphis réalise une passe éclair depuis sa moitié de terrain qui élimine deux défenseurs niçois pour trouver Kadewere, ce dernier se présentant face au gardien niçois avant de passer la balle à l'ailier camerounais qui marque dans le but délaissé). Dix minutes plus tard, Aouar parachève le succès rhônalpin en reprenant dans les cages vides un centre de Léo Dubois mal renvoyé par le portier niçois (troisième but de la saison pour le milieu français). L'OL aurait même pu signer un plus lourd succès, ayant effectué 9 tirs cadrés contre un seul nicçois. Ce large triomphe montre que la dynamique lyonnaise n'est pas éteinte et que transpire une réelle solidité de ce groupe. Sans nécessairement avoir la balle la plupart du temps (55% de possession pour les Aiglons sur ce match), l'attaque du Rhône tourne à plein régime puisque le trio surnommé "KTM" est impliqué sur 25 des 31 buts lyonnais, en comptant les passes décisives, soit 80% des buts inscrits : "ces trois-là ont développé une entente qui arrive à maturation - le Néerlandais se régalant avec ces deux flèches autour de lui, à l’image de ses deux passes clés pour Kadewere sur les premier et troisième buts". Si le rôle du capitaine lyonnais est primordial en tant qu'attaquant de pointe pouvant parfois prendre la profondeur comme pouvant parfois dézoner pour lancer ses partenaires d'attaque, il apparaît aussi que la grande force de cette équipe est son trident du milieu. Parmi les nombreux joueurs de talent au cœur de celui-ci, est  notable le rôle de Lucas Paquetá. La recrue brésilienne "apparaît finalement comme la pièce manquante d’un puzzle que l’on pensait pourtant complet. Si le 4-3-3 lyonnais a beaucoup progressé dans l’animation et la gestion défensive ces dernières semaines, c’est surtout grâce à lui. Car le Brésilien a sorti un bleu de chauffe que l’on n’imaginait pas forcément porter à son arrivée". Le Brésilien est en effet le Lyonnais qui effectue le plus de tacles par match, qui fait le plus de fautes et qui en obtient le plus. Cela explique pourquoi il a pu si rapidement prendre la place de Maxence Caqueret, pourtant si brillant au pressing lors du Final 8. Ajouté à cette débauche physique, "son dribble signature a déjà fait des victimes : contrôle de la semelle et enroulement autour de l’adversaire. A ce jeu-là, personne n’a encore réussi à lui prendre la gonfle. Sa grinta s’accompagne ainsi d’une vista qui a aussi redonné de l’oxygène à un jeu lyonnais trop stéréotypé dans les trente derniers mètres adverses. Bref, avec lui, l’OL va mieux". Invaincus depuis treize matches (une seule défaite en seize matches au total), les Gones ont pris 26 points sur 30 lors des dix dernières rencontres (huit victoires et deux nuls, soit autant de victoires que sur les vingt-deux matches précédents dans la compétition), soit la période débutant par le premier match de l'international brésilien, à Strasbourg. Au classement, profitant du match nul entre les deux premiers, Lille et Paris, l'OL remonte à la deuxième place, à égalité de points (33, deuxième meilleur total du club à ce stade sur les dix derniers exercices) avec les Nordistes (une unité de moins à la différence de buts générale) et un point devant les joueurs de la capitale.
- J17 : OL - FC Nantes

La 17e journée est la dernière de l'année civile 2020 avant les fêtes de fin d'année. L'OL reçoit à Décines le FC Nantes, en bien mauvaise posture. Les Canaris restent sur une série de sept matches sans victoire (quatre défaites et trois nuls), sont au bord de la zone de relégation et viennent de licencier leur entraîneur Christian Gourcuff. Lyon s'avance avec une composition désormais classique en 4-3-3 : une défense Dubois-Marcelo-Denayer-Cornet, le très technique milieu Mendes-Paquetá-Aouar (le milieu défensif brésilien revenant de suspension) et le trio d'attaque Kadewere-Memphis-Toko-Ekambi. Dès la quatrième minute, Aouar percute sur le côté gauche, combine avec Memphis et centre à terre pour Toko-Ekambi qui inscrit dans le but vide son 9e but de la saison. Il est le meilleur buteur du championnat hors penalties (n'en ayant tiré et marqué aucun) et est impliqué sur 13 buts lors de ses 10 derniers matches de Ligue 1 (9 buts, 4 passes décisives). Le milieu de terrain français délivre pour sa part sa 4e passe décisive de la saison. Ensuite, à l'exception d'une action nantaise sauvée par Denayer, l'OL poursuit sa domination, avec notamment des actions de Memphis, repoussées par Alban Lafont. À la 37e minute, à la suite d'une percée de Denayer et de relais de Aouar, Memphis et Kadewere, Lucas Paquetá se retrouve en position de frapper à l'entrée de la surface. Repoussée par le gardien adverse, la gonfle finit dans les pieds de Kadewere qui a suivi et marque dans un angle fermé son 7e but de la saison. Tandis que les Nantais peinent à franchir le milieu de terrain, Lyon va inscrire un troisième but juste avant la mi-temps sur un superbe mouvement collectif. Après avoir combiné avec Toko-Ekambi vers le milieu de terrain, Aouar (auteur d'un match brillant, influent sur les trois buts) est lancé à l'entrée de la surface nantaise. Il arme une frappe qui revient sur Kadewere. Ce dernier remet d'un geste astucieux la balle à Paquetá qui n'a plus qu'à pousser la balle dans le but. Il s'agit de la 3e passe décisive de l'attaquant zimbabwéen (impliqué sur cinq buts lors des quatre derniers matchs disputés en Ligue 1 : 3 buts et 2 passes décisives) et du premier but du milieu brésilien sous les couleurs de l'OL. La domination lyonnaise se poursuivra en seconde mi-temps puisque les Gones auront de multiples occasions de corser le score. Outre des face à face manqués par Aouar et Kadewere, c'est surtout Memphis qui ne saisira pas plusieurs opportunités de débloquer son compteur dans ce match. On retiendra par exemple cet immense loupé à dix minutes de fin quand, à la suite d'une ouverture lumineuse du nouvel entrant Bruno Guimarães et un centre parfait d'Aouar, le capitaine batave, seul dans les six mètres adverses, n'a plus qu'à pousser le ballon dans le but vide mais dévisse sa frappe. En fin de match, le jeune Rayan Cherki s'illustrera lui aussi, sans succès. Si le score demeurera de 3 à 0 en fin de match, l'OL aurait clairement pu l'emporter plus largement, preuve en est sa domination statistique sur cette rencontre : 65% de possession, 22 tirs, 11 tirs cadrés à 4, etc. Il s'agit d' "un véritable récital, encore un", qui propulse l'OL en tête du championnat à la veille de Noël, en raison d'une meilleure différence de buts sur le LOSC et avec un point d'avance sur le PSG. Avec 36 points en 17 journées, le club réalise son meilleur parcours à ce stade depuis la saison 2007-2008, date du dernier titre lyonnais alors que le directeur sportif actuel, Juninho, était le meneur sur le terrain : "symboliquement, c’est la première fois que les Lyonnais fêtent Noël en tête du championnat depuis 2008". L'OL finit donc cette année civile en trombe, restant sur une série de quatorze matches sans défaites. Sur les onze dernières rencontres, le bilan est de neuf victoires et deux nuls (à Lille à 10 contre 11 pendant plus de 40 minutes et contre Brest en dominant fortement la partie), soit 29 points pris sur 33. Le jeu est plus direct, quitte à laisser parfois la possession, basé sur des transitions rapides et un pressing intense. Cela est facilité par un milieu technique et des ailiers rapides pouvant prendre l'axe grâce au mouvement de Memphis : "en décrochant entre les lignes, le Néerlandais sert de point d’appui aux offensives et retrouve ce poste de faux neuf qu’il affectionne tant en sélection. Autour de lui, le Camerounais et le Zimbabwéen engagent une partie de poker menteur contre la garde adverse. Quand l’un mobilise des défenseurs, l’autre part en appel dans l’angle mort. Quand l’un s’excentre, l’autre offre une solution en profondeur en se liant de triangles avec un milieu, Memphis ou un latéral. La complémentarité de ce trio s’avère diablement efficace aussi bien en transitions qu’en attaques placées, signe que Rudi Garcia a trouvé sa formule pour la routine de la Ligue 1". Signe de ce changement technique, alors que dans sa série noire, l’OL centrait en moyenne à 26 reprises par match, cette statistique tombe à 8 dans sa série d'invincibilité. Se dégagent désormais une réelle dynamique de groupe, une mentalité de vainqueurs, et une vraie cohérence collective - tant sur le plan offensif que défensif - magnifiée par de nombreux talents individuels, tout cela étant le "fruit d’un véritable travail plus que d’une parenthèse enchantéeé". Comme le soulignera l'entraîneur Rudi Garcia lui-même à la fin du match : "On voit que les joueurs sont heureux". Par conséquent, "après dix ans sans apercevoir la moindre étoile en championnat, pourquoi ne pas se mettre à rêver à l'aube d'une nouvelle décennie ?" .

#### Journées 18 à 19
- J18 : OL - RC Lens

Le premier match de l'année 2021 oppose l'OL au RC Lens dans le cadre de la 18e journée de championnat. Les Sang et Or, bien que de retour dans l'élite, sont en première partie de tableau et présentent un collectif cohérent. Ils ont notamment gagné contre le Paris Saint-Germain et sur les terrains de l'AS Monaco et du Stade rennais. C'est donc un match potentiellement piège pour le leader de Ligue 1. De plus, Rudi Garcia est privé de quatre joueurs : Marcelo, suspendu, Moussa Dembélé, blessé à l'épaule, ainsi que Karl Toko-Ekambi et Bruno Guimarães, tous deux touchés par le Covid-19. C'est donc Sinaly Diomandé qui accompagne Jason Denayer en charnière centrale. Les latéraux sont Léo Dubois et Mattia De Sciglio. L'international italien remplace au poste d'arrière gauche Maxwel Cornet, ce dernier substituant son coéquipier camerounais sur l'aile gauche lyonnaise en compagnie de Memphis et Kadewere. Enfin, le milieu demeure le trio Mendes-Paquetá-Aouar, associés ensemble pour la sixième fois (quatre victoires et un nul jusque là). Le début de match est largement en faveur des Lyonnais dans le sillage d'un Paquetá encore impressionnant de facilité et d'intensité. Le milieu brésilien lance dès la 7e minute Cornet qui rate son duel face au portier adverse. Ensuite, servi par son capitaine, c'est Aouar qui manque de marquer sur une frappe enroulée à l'entrée de la surface. Memphis va finalement ouvrir le score à la 39e minute grâce à un relais avec Paquetá (sa deuxième passe décisive de la saison) qui lance brillamment son compère. Profitant d'une feinte subtile de Kadewere qui laisse passer le ballon, le Hollandais inscrit son neuvième but de la saison à la suite d'un enchaînement clinique. Dès le début de deuxième période, les Gones accroissent leur avance en six minutes. En effet, ils bénéficieront d'abord d'un but contre son camp des Nordistes : à la suite d'une belle action collective impliquant Mendes et Aouar, Dubois adresse un centre repoussé par Leca sur Fortes qui pousse involontairement la balle dans son but. Ensuite, à la 50e minute, Cornet (lancé par l'omniprésent Paquetá) provoque un penalty, que son capitaine néerlandais transformera en puissance. Memphis inscrit ainsi son dixième but de la saison (son sixième sur penalty), redevenant le meilleur buteur du club devant Toko-Ekambi. Il devient aussi le 18e meilleur buteur de l'histoire du club en compétition officielle, doublant Alain Caveglia, avec 64 buts. Malgré une avance confortable, des occasions d'aggraver la marque (notamment par Kadewere) et l'entrée de sang neuf, l'OL va vivre une fin de match compliquée, reculant et perdant la maîtrise du jeu. Les Lensois en profitent pour marquer deux buts, grâce à de belles frappes de loin, à l'heure de jeu et à la dernière minute du temps réglementaire. On note aussi la frilosité de l'entraîneur Garcia qui, comme contre le Stade brestois en décembre, passe à une défense à cinq, en faisant rentrer Djamel Benlamri à la place de Memphis (une minute avant le second but lensois). Finalement, ce match aux apparences équilibré (11 tirs chacun, 6 tirs cadrés à 3 pour Lyon, 49% à 51% de possession) est gagné 3-2 par les Rhodaniens. Après un départ de saison calamiteux avec 7 points en 6 matches (1.17 points par match), l'OL tourne à 2.67 par match sur les douze derniers matches. Sur cette période, Lyon a gagné dix matches et a fait deux nuls (contre Lille à 10 contre 11 presque toute la seconde mi-temps et contre Brest en encaissant le but de l'égalisation en toute fin de match), soit un bilan de 32 points sur 36. L'OL est invaincu depuis quinze matches de championnat (dix victoires et cinq nuls), ce qui constitue sa meilleure série d'invincibilité dans l'élite depuis avril-décembre 2005 (23 matches à l'époque). Surtout, le leader lyonnais conforte sa première place puisque tant le PSG (match nul sur le terrain de Saint-Etienne) que le LOSC (défaite à domicile contre Angers) perdent des points lors de cette journée. Lyon possède en conséquence trois points d'avance sur ces deux clubs. Avec 39 points en 18 journées, l'OL réalise son meilleur total dans la compétition à ce stade depuis l'exercice 2006-2007 sous Gérard Houllier (49 points).
- J19 : Stade rennais - OL

Trois jours plus tard, lors de la 19e journée, l'OL se déplace sur le terrain du Stade rennais. Le club breton, troisième de Ligue 1 la saison passée, est quatrième au classement avant ce match et sur une bonne dynamique (quatre victoires et un nul sur les cinq derniers matches) après une période plus laborieuse en novembre 2020 du fait de sa participation en Ligue des champions. L'OL retrouve sa charnière Denayer-Marcelo, ce dernier étant de retour de suspension. Privé de Léo Dubois, touché au mollet quelques jours plus tôt, c'est Mattia De Sciglio qui tient le couloir droit quand Maxwel Cornet retrouve son poste à gauche de la défense. Le milieu, pour la septième fois de la saison, est le traditionnel Mendes-Paquetá-Aouar. Quant à l'attaque, Karl Toko-Ekambi retrouve son aile gauche pour accompagner Memphis et Kadewere. Le début de match est à l'avantage des Rennais, avec un but à la 20e minute de Clément Grenier, joueur formé entre Rhône et Saône, sur une remise de Martin Terrier, ex Lyonnais transféré l'été précédent en Bretagne. Avec ce but, le milieu né à Annonay devient le 55e ancien joueur du club (parmi ceux ayant disputé au moins un match officiel en pro) à marquer face à l'OL en première division. Bien que peu inspirés dans le jeu, les Lyonnais tentent de réagir avec une frappe d'Aouar puis surtout un poteau trouvé sur une reprise de Toko-Ekambi à la suite d'une passe lobée astucieuse de son capitaine sur coup franc. C'est déjà la cinquième fois dans ce championnat que l'ailier camerounais touche le montant adverse. Menant logiquement un à zéro à la pause, les joueurs de Julien Stéphan vont aggraver la marque à l'heure de jeu par Benjamin Bourigeaud. C'est la première fois que l'OL est mené par deux buts d'écart depuis sa dernière (et unique) défaite de la saison à Montpellier en septembre. Les Rhodaniens croient réduire le score dix minutes plus tard par Denayer sur un centre de Memphis mais le défenseur belge est, à raison, signalé hors-jeu. Ils continuent à pousser, à la suite notamment des entrées de Maxence Caqueret et Rayan Cherki. À la 79e minute, ce dernier centre pour Cornet qui remet de manière imprécise le ballon dans l'axe où Memphis réalise un sublime enchaînement contrôle de la poitrine-reprise de volée pour réduire l'écart. Il s'agit du 11e but en dix-neuf matches du Batave cette saison. Avec 65 buts en match officiel depuis son arrivée au club, il devient le 17e meilleur buteur de l'histoire de l'OL à égalité avec Eugène Kabongo Ngoy, le cinquième meilleur buteur étranger de l'histoire du club (derrière Juninho, Sonny Anderson, Lisandro et Simo Nikolić, à égalité avec le Congolais), aussi le meilleur de l'ère Garcia avec 20 buts. Trois minutes plus tard, le Hollandais joue un coup franc en deux temps avec Cornet au milieu de terrain pour finalement ajuster un centre d'une trentaine de mètres dans la surface rennaise où Denayer prend encore le dessus dans les airs en devançant le gardien Romain Salin et inscrit le but de l'égalisation. Il s'agit du premier but de l'international belge cette saison (son quatrième au total sous le maillot lyonnais, le troisième en championnat). Le match se termine ainsi sur le score de deux buts partout, récompensant le mental des leaders de Ligue 1, en dépit d'une performance peu aboutie (4 tirs cadrés pour l'OL contre 6, 55% de possession bretonne). L'OL ajoute en conséquence un seizième match d'affilée à sa série d'invincibilité (10 victoires, 6 nuls), meilleure série en cours des cinq grands championnats européens. Cela fait 116 jours que les Gones n'ont plus perdu un match. Sur les treize derniers matches, les Rhodaniens ont pris 33 points sur 39 (10 victoires, 3 nuls), tournant donc à une moyenne de 2.54 points par match.
Surtout, ce point de nul permet au club de Jean-Michel Aulas de garder la tête du championnat avec un point d'avance sur ses deux poursuivants, Paris et Lille, tous deux vainqueurs. L'OL est ainsi champion d'automne de Ligue 1 pour la 7e fois de son histoire après 1962, 2004, 2005, 2006, 2007 et 2008. Disposant de 40 points après 19 journées (2.11 points par match), l'OL réalise même la quatrième meilleure phase aller de son histoire, après 2005-2006 (44), 2006-2007 (50) et 2017-2018 (41).

#### Journées 20 à 25
- J20 : OL - FC Metz

La première journée de cette phase retour, 20e du championnat, voit le champion d'automne recevoir le FC Metz, qu'il avait battu 3 à 1 à l'aller, six journées plus tôt. Les Messins sont une équipe en fin de première partie de tableau, solide avec notamment la troisième meilleure défense du championnat. L'OL aligne sa charnière classique, accompagnée de Léo Dubois et Mattia De Sciglio, malgré les ternes performances des deux latéraux lors des dernières journées. Houssem Aouar, en méforme physique, est suppléé par Maxence Caqueret, aligné aux côtés de Thiago Mendes et Lucas Paquetá. C'est la deuxième titularisation de ce trio, après le match à Angers, lors de la 11e journée. L'OL domine l'entame de match et se procure de réelles occasions à partir de la demi-heure de jeu sur des frappes de Karl Toko-Ekambi, soit à gauche du but adverse (après avoir été lancé en profondeur par Memphis), soit au-dessus des cages (après être rentré sur son pied gauche à la suite d'un service de Kadewere). On note cependant, juste avant la pause, un poteau des visiteurs sur un centre-tir de Boulaya puis, sur la même action, un sauvetage sur sa ligne de Marcelo. Le score demeure vierge après la première période et les Gones tentent de forcer la décision en seconde mi-temps, notamment sur des frappes à l'entrée de la surface de Kadewere (après un service de Paquetá) ou de l'entrant Maxwel Cornet (de son pied droit après avoir repiqué à l'intérieur). Ils croient ouvrir la marque sur un but de Toko-Ekambi à la 74e minute d'une reprise dans le but vide après que la barre transversale ait renvoyé une frappe de Mendes (à la suite d'un relai via une talonnade de Memphis) arrêtée par le gardien Alexandre Oukidja. Cependant, au bout de quelques minutes d'hésitation, l'arbitre Stéphanie Frappart invalide le but après une intervention du VAR signalant un hors-jeu d'Aouar, entré en cours de match, jugé comme ayant influé sur l'action bien que n'ayant pas touché le ballon. Malgré une autre occasion du même Aouar, à la suite d'une remise du nouveau venu Islam Slimani (venu remplacer le départ de Moussa Dembélé en prêt à l'Atlético de Madrid quelques jours plus tôt), le score vierge demeure. Les Lorrains se montrent alors dangereux en touchant la barre à la 88e, sur une frappe de loin. Deux minutes plus tard, les hommes de Frédéric Antonetti réalisent le hold-up en inscrivant un but sur un contre conclu par Aaron Leya Iseka, profitant d'une perte de balle et du manque de repli du nonchalant Rayan Cherki et une sortie hasardeuse d'Anthony Lopes. Sur l'ensemble du match, l'OL n'aura cadré que 5 tirs cadrés sur 23 (4 sur 18 pour les Lorrains), ce manque de précision expliquant cette déconvenue, malgré une domination globale (64% de possession, 9 corners à 2). L'OL s'incline alors pour la première journée de la phase retour, rompant sa série d'invincibilité de 16 matches datant de 123 jours (défaite à Montpellier). C'est sa deuxième défaite de la saison, la première dans son enceinte. En outre, il s'agit de la première défaite à domicile contre le FC Metz du club rhodanien depuis août 1997. À la suite du match nul à Rennes, l'OL a lâché 5 points lors de ses deux derniers matches disputés en championnat après avoir perdu seulement 4 points sur ses 12 rencontres précédentes dans la compétition (32 points sur 36 : 10 victoires, 2 nuls). Surtout, l'OL perd la première place, car se faisant doubler par Lille et Paris, tous deux vainqueurs de manière in extremis lors de cette J20 (1-0 pour le PSG à Angers avec un but dans le dernier quart d'heure malgré des occasions angevines, 2-1 pour Lille contre le Stade de Reims après que les Nordistes aient été menés). L'équipe de Rudi Garcia se retrouve ainsi à deux points de ces deux clubs, alors qu'elle devançait ses rivaux de trois points à la fin de la J18 et d'un point à la suite de la J19. Le lendemain du match, le président Jean-Michel Aulas insistera sur ce but refusé en fin de match par François Letexier, responsable du VAR. Ce dernier était déjà arbitre lors de la défaite à Montpellier où un penalty et un carton rouge avaient été sévèrement distribués contre les Lyonnais. Quant à Stéphanie Frappart, c'est elle, déjà, qui avait refusé - pour un supposé jeu dangereux d'Aouar - un but valable contre l'OM à la sixième journée, privant les Lyonnais de la victoire. Il est clair que les Rhodaniens subissent plus de décisions en leur défaveur qu'à leur avantage depuis le début de cette saison (contre Montpellier, Lorient, Marseille, Brest et donc Metz), ce qui avantage grandement ses rivaux au classement, surtout le club détenu par l'émirat qatari.
- J21 : AS Saint-Etienne - OL

La 21e journée, deuxième de la phase retour, est l'occasion rêvée pour l'OL de relever la tête car il s'agit du 122e derby de l'histoire. Ce match contre le rival demeure un match important en dépit de la méforme du voisin stéphanois. L'équipe alignée par Rudi Garcia est classique en défense (on note la présence de Mattia De Sciglio à gauche car Maxwel Cornet est blessé) et en attaque. Seul le milieu de terrain est inédit avec le trio Mendes-Guimarães-Caqueret, du fait des absences d'Houssem Aouar (blessé) et de Lucas Paquetá (suspendu). Bien que privé d'une dizaine de joueurs, notamment à cause du foyer de Covid-19 au sein du club, l'ASSE entame ce match avec une grosse occasion dès la première minute. Cependant, l'OL va vite prendre en main la rencontre, notamment avec un beau mouvement de Memphis Depay. À la 16e minute, le double buteur du match aller, Tino Kadewere inscrit son huitième but de la saison, grâce à une reprise du pied gauche à la suite d'un corner de son capitaine hollandais. Il s'agit d'ailleurs du premier but sur corner de l'OL depuis août 2019. Le Zimbabwéen devient aussi le huitième buteur lyonnais ayant marqué dans le derby à l'aller et au retour sur une saison en L1. Les occasions se succèdent pour les visiteurs avec une frappe sur la barre de De Sciglio à l'entrée de la surface (seizième montant trouvé par les Lyonnais depuis le début du championnat, record européen) et une occasion de Karl Toko-Ekambi. C'est à la 36e minute que Marcelo marque le deuxième but de la tête, à la suite d'un coup franc de Léo Dubois. C'est la deuxième passe décisive de la saison pour le latéral et le premier but du défenseur brésilien. Si les Verts trouvent la barre d'Anthony Lopes (qui dispute d'ailleurs son 15e derby professionnel en compétition officielle : meilleur total pour un joueur de l'OL face à l' ASSE depuis Serge Chiesa en 1983) avant l'heure de jeu, ils encaissent à la 59e un nouveau but de la tête de Marcelo, encore sur un coup franc de Dubois (troisième caviar de la saison pour l'international français, auteur d'un grand match). Neuf minutes plus tard, c'est Kadewere qui marque un doublé (son deuxième en deux matches contre les joueurs du Forez) grâce à une passe de Memphis. C'est le neuvième but de la saison de l'ex Havrais et la sixième passe décisive pour l'ancien Mancunien. Marcelo et Kadewere deviennent les quatrième et cinquième joueurs lyonnais à inscrire un doublé à Geoffroy-Guichard. Le Zimbabwéen devient même le deuxième joueur de l'histoire à réaliser cette performance lors de deux derbies consécutifs après le Stéphanois Hervé Revelli en 1970. Signe de sa précision, l'attaquant africain a marqué 9 buts sur les 18 tirs effectués à ce moment là de la saison et l'OL a gagné chaque fois qu'il a marqué (sept rencontres). Il s'agit en outre de la première fois que deux joueurs de l'OL marquent un doublé contre l'ASSE dans un même match. La domination outrageuse des Lyonnais ne s'arrête pas là puisqu'ils vont inscrire un cinquième but (le quatrième sur coup de pied arrêté) sur un coup franc de l'omniprésent Memphis dévié dans sa cage par Denis Bouanga, ce dernier ayant déjà manqué le penalty de l'égalisation lors du match aller. Le score restera de 5 à 0 (malgré une belle frappe enroulée de Toko-Ekambi et une talonnade d'Islam Slimani) : il s'agit du record de victoire pour Lyon dans un derby avec celle, sur le même score, acquise le 5 novembre 2017 grâce à une énorme performance du capitaine de l'époque Nabil Fekir. En plus d'être largement méritée (18 tirs à 3, 11 tirs cadrés contre aucun pour les Verts, 8 corners à 1, 60% de possession), cette victoire lyonnaise est historique car l'OL repasse devant son voisin dans le bilan général (avec 45 victoires contre 44 défaites et 33 matches nul). Hautement symbolique, elle est aussi capitale pour l'OL car elle permet au club de se relancer après sa défaite contre le FC Metz et de continuer à un rythme impressionnant (11 victoires, 3 nuls, 1 défaite sur les quinze derniers matches : 36 points sur 45, soit 2.4 points par match) malgré un milieu amputé de deux titulaires habituels lors de cette journée. Le club de Jean-Michel Aulas compte 43 points après 21 journées, n'ayant fait mieux qu'à deux reprises dans l'élite à ce stade de la compétition sur les dix derniers exercices. Les Gones sont aussi invaincus lors de leurs neuf derniers déplacements en Ligue 1 (6 victoires, 3 nuls), meilleure série en cours du championnat et la plus longue pour le club depuis mars 2005-avril 2006 (21). Au classement, l'OL demeure troisième, à deux points des Lillois et des Parisiens, aussi vainqueurs lors de cette journée.
- J22 : OL - FC Girondins de Bordeaux

Après sa large victoire dans le derby faisant suite à sa défaite contre le FC Metz, l'OL doit entamer une nouvelle série de victoires pour continuer à croire au titre et cela passe par un succès contre les Girondins de Bordeaux lors de la 22e journée. L'OL aligne le même XI titulaire que face à l'ASSE avec notamment la deuxième titularisation du trio Mendes-Guimarães-Caqueret. Les Bordelais, menés par l'ancien Lyonnais Hatem Ben Arfa, sont une équipe en forme avec trois victoires sur les trois derniers matches. L'OL, comme contre Rennes et Metz, entame le match de manière laborieuse contre un bloc disposé en 3-4-1-2 par son brillant tacticien Jean-Louis Gasset, le même schéma que les Messins deux semaines auparavant. Le milieu rhodanien n'est pas aussi souverain qu'à l'accoutumée, avec notamment un Thiago Mendes rapidement averti et très fragile alors qu'il est l'un des socles de cet OL 2020-2021. La seule occasion lyonnaise de la première demi-heure est à mettre à l'actif de Bruno Guimarães d'une frappe enroulée de l'entrée de la surface (à la suite d'un bon travail de Karl Toko-Ekambi) repoussée par Benoît Costil. Quelques minutes plus tard, Jason Denayer, le patron de la défense lyonnaise, se tient la cuisse droite et doit sortir sur blessure à la suite d'un contrôle en extension. C'est le jeune Ivoirien Sinaly Diomandé qui le remplacera, de manière fort satisfaisante. Cependant, à la 32e minute, alors que l'OL peinait dans la construction du jeu et que son trio offensif était transparent, Toko-Ekambi inscrit son 10e but de la saison (deuxième meilleur buteur du club au total et meilleur buteur du championnat en première mi-temps avec 7 buts) grâce à un corner joué par Guimarães et Memphis. Le capitaine batave centre du gauche dans la surface girondine au sein de laquelle le défenseur Laurent Koscielny, surpris, renvoie le ballon sur l'attaquant camerounais qui fusille aux 5m50 le portier adverse. C'est le deuxième but en deux matches de l'OL sur corner alors que le club n'en avait pas inscrit ainsi depuis août 2019. Le Camerounais et le Néerlandais (avec 10 et 11 buts chacun) devient le deuxième duo de buteurs à atteindre la barre des 10 buts en championnat dans les cinq ligues majeures cette saison après le duo Harry Kane-Son Heung-min de Tottenham. Les joueurs de Rudi Garcia terminent ensuite de manière plus maîtrisée cette première période (60% de possession de balle sur la mi-temps). Toutefois, ils reperdent pied en début de second acte, gênés par le pressing haut des Girondins, concédant des occasions de Rémi Oudin et Hwang Ui-jo. La punition vient à la 55e minute avec un but de Samuel Kalu, à la suite d'une perte de balle de Mendes et un centre d'Oudin. Bordeaux marque ainsi sur son premier tir cadré de la partie, après avoir souvent approché les buts d'Anthony Lopes. Pour décider du sort de la rencontre, Rudi Garcia fait entrer Lucas Paquetá et Maxwel Cornet (le joueur ivoirien devenant le joueur le plus rentré en jeu de l'histoire du club en compétition officielle devant Sidney Govou), d'abord, puis Houssem Aouar et Islam Slimani. Ce dernier passe proche de marquer à la suite d'une erreur de la défense girondine sur un centre de Cornet mais est surpris par le rebond. Une minute plus tard, c'est le portier portugais de l'OL (qui devient d'ailleurs le 9e joueur de l'histoire du club le plus capé en première division lors de ce match) qui sauve son équipe à une dizaine de minutes de la fin du match en s'interposant face à Oudin, bien lancé par Yacine Adli qui avait mystifié la défense rhodanienne. Sur l'action qui suit, un pénalty flagrant est oublié pour l'OL à la suite d'une main de Koscielny sur une frappe d'Aouar. Deux semaines après le but injustement refusé contre Metz et alors que l'arbitrage avait déjà été défavorable à l'OL depuis le début de la saison (cf. matches contre Marseille, Brest, etc), l'on peut s'interroger sur les causes de telles décisions défavorables à l'OL... Si les Girondins terminent mieux la rencontre (avec encore une occasion concédée par Lyon à la suite d'une relance hasardeuse de Mendes, dont on peut se demander pourquoi il a fini la rencontre quand ses deux compères du milieu de terrain, Guimarães et Caqueret, sont sortis), l'OL va finalement arracher la victoire à la 90+2e minute sur un chef-d'œuvre de Léo Dubois. Sur une action lancée par une passe verticale de Diomandé puis une passe en profondeur d'Aouar, Cornet centre dans la surface bordelaise. Comme souvent avec l'ailier ivoirien, le centre est peu précis mais il est repris par le latéral international français qui signe une reprise de volée brutale terminant sa course dans la cage adverse, avec l'appui du poteau. Les Lyonnais s'imposent alors 2 à 1, sans avoir fourni une prestation de qualité du fait d'individualités décevantes en attaque et d'un coaching peu judicieux de leur entraîneur. Le match était globalement terne, avec seulement 4 tirs cadrés pour l'OL et 2 pour Bordeaux (12 tirs à 10 pour les Girondins) et une possession (57%) plutôt stérile pour les Gones. Il est cependant intéressant de noter que l'OL redevient efficace sur corner et aussi qu'il gagne un match dans le temps additionnel de la deuxième période pour la première fois depuis le 2 novembre 2019 à Toulouse, ce qui lui faisait défaut cette saison par rapport à ses rivaux directs. Concernant les confrontations entre les deux clubs (adversaire le plus rencontré par l'OL dans l'élite), l'on peut souligner que l'OL n'avait plus battu les Girondins à domicile depuis février 2016 et que l'OL repasse devant dans le bilan général entre les deux clubs en Ligue 1 (39 victoires à 38). Aussi, une certaine solidité se dégage car l'OL est la seule équipe du championnat à avoir remporté tous ses matches après avoir ouvert le score (11/11). L'OL empoche donc sa deuxième victoire de suite et poursuit sa bonne dynamique (12 victoires, 3 nuls, 1 défaite sur les 16 derniers matches : 39 points sur 48, soit 2.44 points/match). Surtout, avec 46 points, il remonte à la deuxième place du classement, à deux points de Lille (aussi vainqueur) mais en repassant devant le PSG, défait pour la cinquième fois de la compétition lors de cette journée (à Lorient). Il s'agit d'ailleurs de la deuxième fois seulement que les Gones sont devant les Qataris après 22 journées de championnat (en 2014-15, l'OL était premier à ce stade de la compétition) depuis le rachat du club francilien par l'émirat gazier.
- J23 : Dijon FCO - OL

L'OL se rend en Bourgogne pour la 23e journée, contre une équipe qu'il avait vaincue 4 à 1 lors du premier match de la saison. Les Dijonnais sont à l'avant-dernière place du classement avant ce match. En l'absence de Jason Denayer, blessé, Sinaly Diomandé accompagne Marcelo au sein de la charnière centrale. Le milieu est constitué pour la troisième fois de la saison - après les matches contre le Stade de Reims et à Metz lors de la phase aller - du triptyque Guimarães-Paquetá-Aouar. Ces deux derniers retrouvent une place de titulaire qu'ils avaient perdue lors des deux victoires ayant suivi la déconvenue contre FC Metz. L'attaque est le trio classique, l'on note d'ailleurs que Memphis Depay devient le premier joueur de l'OL non-formé au club à avoir porté le brassard de capitaine à 23 reprises au coup d'envoi d'un match de Ligue 1 depuis Lisandro López en décembre 2011. Les Lyonnais se montrent poussifs face à l'équipe entraînée par l'ancien Gone David Linarès (champion en tant que joueur en 2002) mais parviennent à toucher le poteau par Houssem Aouar. Il s'agit du 17e montant touché par les Rhodaniens depuis le début du championnat, plus que tout autre club. Quelques minutes plus tard, à la 22e minute, Lucas Paquetá, servi par Karl Toko-Ekambi (sixième passe décisive pour le Camerounais), trouve la faille en gagnant son duel face à l'ancien gardien Lyonnais Anthony Racioppi grâce à un intérieur du pied gauche. Le Brésilien inscrit son deuxième but sous les couleurs lyonnaises (après celui contre le FC Nantes) et est impliqué sur 3 buts (deux buts et une passe) lors de ses cinq dernières titularisations. Malgré cette ouverture du score, les joueurs de Rudi Garcia ne se montrent pas si souverains. Ils concèdent notamment des occasions du fait d'un match indigent dans le couloir gauche de Maxwel Cornet, qui sortira à la mi-temps. La seconde période est du même acabit, avec une possession majoritairement lyonnaise (63%), quelques occasions de part et d'autre, mais une faible intensité et certaines insuffisances techniques de la part des joueurs lyonnais, notamment un Memphis extrêmement maladroit dans la surface adverse (et qui a par exemple vu le gardien suisse arrêter une reprise de la tête à bout pourtant). Malgré une vaillante équipe dijonnaise se battant pour sa survie dans l'élite et n'ayant pas démérité (16 tirs à 14 seulement pour l'OL, 8 tirs cadrés à 2), le match est finalement gagné 1 à 0 par les coéquipiers d'Anthony Lopes. Se poursuit ainsi la série de sans-faute lorsque l'OL a ouvert le score cette saison (12 victoires en 12 matches). L'OL est désormais invaincu lors de ses dix derniers matches de Ligue 1 à l'extérieur (7 victoires et 3 nuls) : c'est la troisième fois que l'OL compte une telle série à l'extérieur dans son histoire. Avec 49 points en 23 journées, l'OL égale son record dans l'élite à ce stade de la compétition sur les dix derniers exercices (49 aussi en 2014/15). C'est aussi seulement la troisième fois de son histoire que l'OL n'a pas perdu plus de deux matches au bout de 23 journées en championnat (après 2004-2005 et 2005-06). Grâce à ces trois points, l'OL compte une moyenne de 2.47 points par match sur les 17 derniers matches, avec 42 points pris sur 51 (13 victoires, 3 nuls, 1 défaite). Les Gones restent deuxièmes derrière le LOSC (à deux points) mais devant le PSG (un point) et l'AS Monaco (quatre points), ces trois concurrents ayant aussi gagné lors de cette journée.
- J24 : OL - RC Strasbourg

Fort de trois succès consécutifs, l'OL affronte le RC Strasbourg, 15e au classement. C'est contre cette équipe que l'OL avait lancé sa formidable série lors de la 7e journée, en octobre. Rudi Garcia titularise encore Sinaly Diomandé en défense, du fait que Jason Denayer soit toujours blessé. Au milieu, pour la huitième fois de la saison, est aligné le trident Mendes-Paquetá-Aouar. Les latéraux sont classiques, et l'on note que Maxwel Cornet devient le premier joueur de champ de l'histoire à atteindre la barre des 100 matchs en compétition officielle au Groupama Stadium. Le trio d'attaque est aussi traditionnel, emmené par un Memphis Depay qui devient le huitième joueur à avoir porté le plus souvent (à 24 reprises) le brassard de capitaine de l'OL au coup d'envoi dans un match de Ligue 1 sur les quinze dernières saisons. Les Gones prennent le dessus dès le début de partie en jouant haut et tenant la possession du ballon dans le camp adverse. Le tournant du match a lieu à la 15e minute lorsque le milieu alsacien Adrien Thomasson est expulsé, avec un premier carton jaune pour un jeu dangereux sur Thiago Mendes puis un autre pour contestation. Réduits à dix, les joueurs de Thierry Laurey vont vite être transpercés, à la 20e minute, sur un ballon perdu par Sanjin Prcić à hauteur du rond central permettant à Aouar (quatrième passe décisive de la saison) de lancer Memphis dans la profondeur. L'attaquant batave, auteur d'un triplé de passes décisives au match aller, s'emmène le ballon puis d'une frappe croisée du droit trompe le gardien Eiji Kawashima pour marquer son douzième but de la saison (son premier depuis cinq journées, lors de la J19 à Rennes). Il devient le 11e joueur de l'histoire de l'OL à inscrire 55 buts en Ligue 1/Division 1 et dépasse notamment Nabil Fekir concernant les buts en championnat. L'OL continue à dérouler en campant dans la moitié de terrain adverse, et passe proche du deuxième but sur un coup franc des vingt-cinq mètres de son avant-centre néerlandais qui finit sur le poteau gauche après avoir été touché par le portier strasbourgeois. C'est finalement Karl Toko-Ekambi - déjà auteur d'un doublé au match aller - qui alourdit le score à la 30e minute d'un petit piqué après que Thiago Mendes l'ait lancé depuis l'entrée de la surface. Il s'agit du onzième but de la saison l'ailier camerounais (qui passe provisoirement à la quatrième place du classement des buteurs du championnat) et de la première passe décisive dans cette édition du milieu brésilien (sa première toutes compétitions confondues depuis janvier 2020). Par ailleurs, parmi les recrues de l'OL depuis l'an 2000, seul Mariano Diaz (16) a marqué plus de buts que Toko-Ekambi (13) lors de ses 29 premiers matchs disputés avec l'OL en championnat. Deux minutes plus tard seulement, Tino Kadewere passe proche d'inscrire le troisième but de la soirée : il tire au-dessus du but après avoir été lancé dans la surface par une passe subtile de Lucas Paquetá faisant suite à un sublime jeu en une passe (en talonade !) impliquant Thiago Mendes et Aouar. Bien qu'en supériorité numérique, les Lyonnais reculent un peu en début de seconde période, ce qui permet aux Alsaciens de cadrer leur première frappe du match. À la 68e minute, l'OL se procure un coup franc à l'entrée de la surface adverse, que Memphis marque d'une superbe frappe enroulée en lucarne. Avec son treizième but de la saison, le Batave passe provisoirement au deuxième rang du classement des buteurs de L1, derrière Kylian Mbappé (15 buts); l'ancien joueur du PSV est, avec 13 réalisations et 6 passes décisives, impliqué sur 19 buts en Ligue 1 à ce moment de la saison : seul le joueur parisien (21) fait mieux dans l'élite sur la période. Il inscrit en outre le 67e but de sa carrière avec l'OL en compétition officielle et passe à la seizième place des meilleurs buteurs de l'histoire de l'OL, doublant ainsi Karim Benzema et ses 66 buts. De plus, avec son troisième doublé de la saison (dont un triplé contre Dijon en début de saison), c'est la quatorzième fois qu'il inscrit au moins deux buts dans un même match de L1 avec l'OL (11 doublés et 3 triplés), performance assez rare puisque seul Alexandre Lacazette (21 fois avec 17 doublés et 4 triplés) en compte davantage depuis 2000. L'ancien joueur de Manchester United devient aussi le troisième meilleur buteur du club sur coup franc direct toutes compétitions confondues depuis l'exercice 2001/02, à égalité avec Nabil Fekir et Michel Bastos (6 buts), derrière Clément Grenier (7 buts) et le maestro Juninho (44 buts). C'est d'ailleurs le premier but inscrit dans l'exercice par un joueur lyonnais depuis que l'ancien milieu brésilien a pris le poste de directeur sportif, car le dernier en date toutes compétitions confondues datait de février 2019 (Memphis, déjà) et le dernier en Ligue 1 de janvier 2019 (Fekir). L'OL fait ensuite tourner l'effectif pour la fin de match, et s'impose 3 à 0 en contrôlant. Même si le score aurait pu être plus lourd et que les Rhodaniens auraient surement été en mesure de se procurer plus d'occasions, la domination est explicite sur l'ensemble du match avec 16 tirs à 8, 8 tirs cadrés à 1 et 71% de possession. La série d'invincibilité contre le club alsacien se poursuit puisque l'OL n'a perdu aucun de ses 21 derniers matchs disputés face au RCSA à domicile en première division (15 victoires, 6 nuls), dont 9 victoires et un nul au XXIe siècle. L'OL gagne en conséquence son quatrième match de suite - après sa défaite contre le FC Metz - et a perdu seulement un match lors des 21 dernières rencontres (14 victoires, 6 nuls, 1 défaite).  Preuve de cette régularité de retour, il a remporté ses 3 matchs disputés en Ligue 1 sur une semaine (Bordeaux/Dijon/Strasbourg) pour la première fois depuis le 1er septembre 2007. Se poursuit aussi la série de matches gagnés par l'OL après avoir ouvert le score : 13 sur 13 depuis le début de la saison, symbole d'une maîtrise revenue. L'OL navigue à une moyenne de 2.17 points par rencontre depuis le début de la saison; plus précisément, l'OL compte une moyenne de 2.5 points par match sur les 18 derniers matches, avec 45 points pris sur 54 (14 victoires, 3 nuls, 1 défaite), soit seulement 9 points laissés en route (nuls à Lille, contre Brest, à Rennes et défaite face à Metz) contre 11 de perdus lors des seules six premières journées. Sur le plan offensif, le club atteint la barre des 50 buts après 24 journées de Ligue 1 pour la deuxième fois de son histoire après la saison 2017-2018 (54 réalisations à ce stade du championnat). Lyon compte par ailleurs 52 points après 24 journées de Ligue 1 : son troisième meilleur total de son histoire dans l'élite à ce stade de la compétition derrière 2005/06 et 2006/07 (respectivement 55 et 54 points après 24 journées à l'époque, sous les ordres de Gérard Houllier). Au classement, la situation des quatre premiers est inchangée, ces équipes ayant toutes gagné lors de cette J24 : les Gones demeurent à la deuxième place, à deux points du LOSC, mais un point devant le PSG et quatre points devant l'AS Monaco.
- J25 : OL - Montpellier HSC

L'OL joue un deuxième match de suite à domicile pour la J25, en recevant le Montpellier HSC, première équipe à l'avoir battu de la saison lors de la première journée (en réalité jouée en troisième match de la saison). La défaite 2 à 1 en septembre 2020 est la seule subie par l'équipe de Rudi Garcia durant la phase aller. S'en était suivie une série de 16 matches sans défaite jusqu'à la première journée de la phase retour (J20) contre le FC Metz. Alors que l'OL reste sur quatre victoires d'affilée, les Héraultais n'ont pris que quatre points sur quinze sur ce début de phase retour alors que les joueurs de Michel Der Zakarian avaient réalisé une première partie de saison convaincante. Privés de nombreux joueurs lors des dernières journées, les joueurs d'Occitanie retrouvent leur milieu à trois composé de l'ancien Lyonnais Jordan Ferri accompagné de Téji Savanier et Florent Mollet, ainsi que leur duo d'attaque prolifique Andy Delort-Gaëtan Laborde (18 buts et 13 passes décisives à eux deux en Ligue 1). Après avoir fait tourner en 32e de finale de Coupe de France contre l'AC Ajaccio (victoire 5 à 1), l'OL retrouve une équipe classique, en 4-3-3. On note la cinquième titularisation de la saison de la charnière Diomandé-Marcelo du fait que Jason Denayer ne soit pas entièrement remis de sa blessure contractée contre les Girondins de Bordeaux. Malgré les excellentes prestations de Maxence Caqueret et Bruno Guimarães lors des dernières semaines, c'est le traditionnel trio Mendes-Paquetá-Aouar qui est titularisé pour la neuvième fois de la saison. L'attaque demeure la "KTM", malgré des performances moins abouties de Tino Kadewere et Karl Toko-Ekambi en ce début 2021. Les Lyonnais commencent le match fort avec une percée dans la surface montpelliéraine dès le coup d'envoi, conclue par un tir de Kadewere contré en corner, puis, sur ce dernier, une aile de pigeon en suspension du Zimbabwéen au-dessus de la cage. Le pressing exercé par les Rhodaniens est intense lors des dix dernières minutes et, après une récupération haute de Thiago Mendes suivie par un relais d'Aouar, Memphis trouve Lucas Paquetá dans la surface mais le milieu brésilien négocie mal son face à face avec Jonas Omlin. Cependant, cette domination s'érode dans les minutes qui suivent avec des incursions héraultaises, notamment un poteau trouvé par Mollet à la 16e minute. Tout au long du match, ces offensives seront facilitées par les lacunes des latéraux lyonnais, Maxwel Cornet et Léo Dubois. C'est à la 20e minute que l'OL est puni, par un but de la tête de Savanier sur un centre d'Andy Delort, laissé libre par Dubois et Paquetá. Le milieu de poche est le bourreau de l'OL, face auquel il avait déjà inscrit deux buts lors du match aller. Les soucis s'accumulent pour les Lyonnais puisque Marcelo doit sortir sur blessure (blessure contractée avant le but héraultais) à la 26e minute, remplacé par l'international algérien Djamel Benlamri. La charnière lyonnaise est alors celle qui a fini le match à Lille lors de la phase aller et qui a été titularisée en Coupe de France quelques jours auparavant. Si leurs adversaires se procurent d'autres occasions (notamment une frappe de Stephy Mavididi à la suite d'une passe ratée de Dubois), les Lyonnais retrouvent un peu d'allant, notamment par deux frappes de Toko-Ekambi depuis l'entrée de la surface mais détournées par le portier adverse. C'est finalement dans le temps additionnel de la première période que l'OL égalise, grâce à un centre de l'ailier camerounais vers les six mètres, Houssem Aouar pique une tête à bout pourtant qu'Omlin repousse sur Paquetá qui n'a plus qu'à pousser la balle dans le but vide et inscrire son troisième but de la saison (après ceux marqués lors de la réception du FC Nantes et chez le Dijon FCO). Le début de la seconde période ne donne pas lieu à beaucoup d'occasions. A l'heure de jeu, l'entraîneur rhodanien fait entrer Mattia De Sciglio (à la place de Cornet) et Bruno Guimarães (en substitution de Kadewere). Cependant, quelques minutes plus tard, les Montpelliérains doublent la marque sur un coup franc repoussé par Anthony Lopes et repris par l'attaquant Elye Wahi. Il est notable que le coup franc s'apprêtait à sortir en six mètres mais est resté en jeu du fait de la claquette de Lopes, coupable d'une mauvaise appréciation de trajectoire. C'est ainsi le troisième match où l'OL perd des points cette saison durant lequel le gardien portugais est responsable d'un but encaissé (après Brest et Metz), lui pourtant si souvent capital pour son équipe. Rudi Garcia va alors faire entrer Rayan Cherki et Islam Slimani (tous deux buteurs contre l'AC Ajaccio le mardi). La pression va s'accentuer en vain sur les buts héraultais, avec notamment deux occasions de Toko-Ekambi (dont une reprise à bout pourtant gâchée sur un centre de Dubois) puis plusieurs têtes infructueuses d'Islam Slimani, très remuant après son entrée en jeu. Ainsi, malgré un plus grand nombre d'occasions (24 tirs à 12, 8 tirs cadrés à 5, 55% de possession), l'OL voit sa série de quatre victoires consécutives brisée et perd, comme à l'aller, 2 buts à 1 contre le MHSC. Sur trois défaites en championnat cette saison, l'OL en a concédé deux contre le club héraultais. Surtout, après 16 matches sans défaites, l'OL a perdu deux des six dernières rencontres de Ligue 1 : c'est la deuxième défaite lyonnaise sur la phase retour alors qu'il n'y en avait eu qu'une seule sur la phase aller. Les signes de baisse de qualité du jeu rhodanien entrevus depuis janvier se confirment avec de nombreux espaces laissés dans les couloirs en défense, un milieu moins souverain et maître de la gonfle, et une attaque bien moins efficace devant le but, notamment des ailiers moins justes techniquement. En outre, la tactique basée sur le jeu rapide en contre semble moins judicieuse, surprenant moins ses adversaires. Sur le plan comptable, l'OL a toutefois perdu seulement 12 points sur 57 lors des 19 dernières journées, alors qu'il en avait perdu 11 sur 18 entre la J1 et la J6. Au classement, l'OL redescend à la troisième place du fait de la victoire parisienne (deuxième avec à nouveau deux points d'avance) et perd un point sur le leader lillois (désormais devant avec trois points d'avance, malgré son nul contre Brest). Le quatrième, l'AS Monaco, reprend aussi un point, pointant à trois points des Gones.

#### Journées 26 à 30
- J26 : Stade brestois - OL

Après le revers contre Montpellier, l'OL se déplace à Brest, club contre lequel il avait fait match nul à la phase aller, lors de la 15e journée, alors qu'il restait à l'époque sur cinq victoires consécutives avant d'en enchaîner trois autres. Ce match est un mauvais souvenir pour les hommes de Rudi Garcia puisqu'ils menaient 2 à 1 avant de concéder le nul en fin de match sur un penalty retiré par les Finistériens. Pour ce déplacement en Bretagne, l'OL s'avance avec Léo Dubois et Mattia De Sciglio sur les côtés de la défense. En charnière, Marcelo étant blessé, c'est le tandem Denayer-Diomandé qui est associé pour la troisième fois de la saison en tant que titulaire (après le derby aller et le premier match de 2021 contre le RC Lens). Au milieu de terrain, c'est le trio brésilien Guimarães-Mendes-Paquetá qui est aligné d'entrée pour la deuxième fois de la saison (après le match aller contre le Stade de Reims). La surprise vient de l'attaque où Houssem Aouar est placé sur l'aile gauche aux côtés de Karl Toko-Ekambi sur l'aile droite (Tino Kadewere, en méforme, se trouvant sur le banc pour la première fois depuis le 8 novembre 2020 face à l'ASSE) et Memphis Depay. Le capitaine batave porte d'ailleurs le brassard de capitaine pour la 22e fois au coup d'envoi en Ligue 1 cette saison : il s'agit du meilleur total pour un joueur non-formé au club depuis Cris en 2009-10 (28). Le début de match est à l'avantage des Bretons, comme d'habitude très entreprenants sous la houlette du tacticien Olivier Dall'Oglio. Ils cadrent trois fois en huit minutes, notamment par l'intermédiaire du talentueux ailier Romain Faivre et de l'avant-centre Steve Mounié, très à l'aise dans le jeu aérien. Cependant, les Gones vont prendre l'avantage à la 10e minute grâce à un pressing hargneux de Paquetá sur le gardien adverse Sébastien Cibois. Ce dernier tente de le crocheter devant son but mais se fait subtiliser la balle et le milieu brésilien conclut ainsi dans les cages vides, inscrivant son quatrième but de la saison (tous en première mi-temps), le troisième sur les quatre derniers matches en championnat (après ceux marqués lors du déplacement à Dijon et de la réception de Montpellier). L'OL reprend ainsi la main sur la rencontre, malgré quelques percées brestoises, et réussit à inscrire à la 29e minute un second but grâce à un nouveau pressing haut de Thiago Mendes qui chipe la gonfle à Paul Lasne à l'entrée de la surface de réparation bretonne puis transmet à Memphis qui, empêché de tirer, remise intelligemment en pivot en retrait pour Aouar qui conclut à bout pourtant. Ce dernier inscrit aussi son quatrième but de la saison en Ligue 1 (le deuxième dans le jeu après le match à Nice le 19 décembre) tandis que le Hollandais délivre sa septième passe décisive en championnat (sa 39e en Ligue 1 sous les couleurs lyonnaises, deuxième meilleure performance du club depuis 2001-2002 derrière les 56 offrandes de Juninho). A 22 ans et 234 jours, le jeune milieu franco-algérien devient quant à lui le troisième plus jeune joueur à atteindre les 20 buts avec l'OL en L1 au XXIe siècle derrière Karim Benzema et Maxwel Cornet. Juste avant la mi-temps, l'OL corse le score grâce à un penalty obtenu par l'omniprésent Memphis, fauché par le gardien brestois, à la suite d'une subtile passe de Guimarães. Le Néerlandais le transforme et marque son quatorzième but de la saison en championnat (son 15e au total, en incluant la Coupe de France). Il s'agit de son septième sur penalty de la saison, son dixième réussi de suite dans l'exerice et son treizième toutes compétitions confondues depuis son arrivée à l'OL (en quinze tentatives); plus précisément, l'ancien Mancunien devient le cinquième meilleur marqueur de penalties de l'histoire du club toutes compétitions confondues (derrière Lacazette, Lacombe, Lisandro et Juninho) et le sixième à atteindre la barre des dix penalties marqués sous ces couleurs en Ligue 1. Le capitaine lyonnais est en outre impliqué sur 21 buts en championnat (14 buts, 7 passes décisives), seul Kylian Mbappe (22 fois avec 16 buts et 6 passes) fait mieux en Ligue 1. Surtout, il marque son 69e but toutes compétitions confondues sous le maillot lyonnais (après avoir inscrit le 68e en Coupe de France face à l'AC Ajaccio) et devient donc le 14e meilleur buteur de l'histoire du club, à égalité avec Nabil Fekir. Malgré une possession de balle équilibrée et un nombre d'occasions équitables, c'est donc l'OL qui mène 3 à 0 à la mi-temps, profitant d'erreurs défensives finistériennes. Cela faisait plus de deux ans et demi que l'OL n'avait plus mené sur un tel score à la mi-temps d'un match de Ligue 1 à l'extérieur. En dépit de cette avance supposée confortable, les visiteurs vont vivre une seconde période angoissante face à la persévérance de leurs adversaires. En effet, ils concèdent un but avant l'heure de jeu à la suite d'une tête du défenseur Brendan Chardonnet, laissé seul dans la surface rhodanienne. Ne parvenant pas à inscrire de quatrième but, notamment sur deux face à face manqués par Toko-Ekambi et un centre-tir du pied gauche de Memphis terminant sur le poteau (18e montant trouvé par un Lyonnais cette saison), Lyon reste sous la menace et concède finalement un deuxième but à la 74e, sur un contre d'Irvin Cardona lancé en profondeur et couvert par Mattia De Sciglio, mal aligné et auteur d'une performance médiocre. L'OL subit alors toute la fin de match, passant proche de concéder le nul, assailli par les vagues bretonnes. La dernière occasion de la partie est tout de même pour le nouvel entrant Kadewere qui, sur un contre, voit son tir repoussé par le portier brestois. Le score reste de 3 à 2 et l'OL s'impose donc dans la souffrance, ayant plié sans rompre en fin de match, ramenant la victoire à l'extérieur contre le Stade brestois pour la première fois depuis le 23 septembre 1989 (2-0), Brest s'inclinant seulement pour la deuxième fois de son histoire à domicile face à Lyon en 10 réceptions (4 victoires et 4 nuls). Les statistiques du match sont globalement équilibrées : 19 tirs à 17 pour Brest, 7 tirs cadrés de part et d'autre, 51% de possession bretonne. Il est notable qu'il s'agit de la troisième fois de la saison (après les matches aller contre Strasbourg et Lens) que les joueurs lyonnais s'imposent 3-2 avec labeur après avoir mené 3-0. Malgré ce scénario décousu et un manque de constance, l'OL peut tout de même se satisfaire de poursuivre sa série de matches gagnés en championnat après avoir ouvert le score : 14/14 sur ces 26 premières journées de Ligue 1, seule équipe dans ce cas en France, juste derrière l'Atlético de Madrid dans les cinq grands championnats européens (15/15). L'OL a donc pris 48 points sur 60 lors des vingt dernières journées (15 victoires, 3 nuls, 2 défaites) soit une moyenne de 2.4 points par match et 12 points seulement laissés en route, alors qu'il n'en avait pris que 7 sur 18 lors des six premières journées (11 points perdus, moyenne de 1.17 points par match). Cependant, si depuis la reprise en janvier Lyon présente un bilan de 19 points sur 27 (6 victoires, 1 nul, 2 défaites) et plus précisément de 15 points sur 21 lors des sept premières journées de phase retour (5 victoires, 2 défaites), force est de constater que le jeu produit, la maîtrise d'ensemble et certaines individualités n'impressionnent pas autant que lors de la phase aller. Le parcours d'ensemble demeure brillant puisqu'avec 55 points en 26 matches (2.12 points par match), le club de Jean-Michel Aulas enregistre son troisième meilleur total dans l'élite à ce stade après 2006-07 (58 points) et 2005-06 (56 points). Concernant l'attaque, avec 54 buts en 26 journées de championnat, l'OL établit sa deuxième meilleure performance à ce moment de la saison après la saison 2017-18 (56 réalisations). En outre, l'OL est désormais invaincu lors de ses 11 derniers matches à l'extérieur en Ligue 1 (8 victoires et 3 nuls) : il égale la deuxième meilleure série de son histoire, le record étant de 21. 22 points sur 24 ont d'ailleurs été pris sur les huit derniers matches à l'extérieur (7 victoires, 1 nul). Au classement, les Gones remontent à la deuxième place, profitant de la sixième défaite en championnat de la saison du PSG (contre l'AS Monaco) : Lyon demeure à trois points du leader lillois (aussi vainqueur), et compte un point d'avance sur les Parisiens et trois sur les Monégasques.
- J27 : OM - OL

Lors de la 27e journée, les Lyonnais se rendent dans les Bouches-du-Rhône chez un club qui s'est récemment séparé de son entraîneur portugais André Villas-Boas (remplacé provisoirement par l'adjoint Nasser Larguet) et de son président parisien Jacques-Henri Eyraud. L'OL, pouvant profiter du match nul de Lille pour revenir à un point des Nordistes, présente une composition classique, avec la charnière Denayer-Marcelo (le Brésilien revenant de blessure), entourée par Léo Dubois et Maxwel Cornet. Au milieu, est titularisé pour la dixième fois le trio Mendes-Paquetá-Aouar. De même, l'attaque est classique avec la "KTM". Les Lyonnais produisent une très bonne entame de match en imposant un rythme intense et se montrant techniquement supérieurs à de pâles Phocéens. Ils sont récompensés à la 21e minute par un but de Karl Toko-Ekambi, son douzième de la saison en championnat. L'ailier camerounais est à la conclusion d'une belle action collective lancée par un relais de Memphis puis un subtil centre à ras de terre à la limite des 16 mètres de Paquetá vers Aouar qui laisse intelligemment passer le ballon pour Toko Ekambi, complètement démarqué à l'entrée de la surface qui ouvre son pied droit et trouve le petit filet opposé. On note que c'est la troisième passe décisive de la saison du milieu brésilien, qui a été décisif à quatre reprises lors des cinq derniers matches de L1 (trois buts, une passe décisive). Cependant, le rythme se calme à la suite du but et l'OL ne se procure pas d'occasion, à l'exception d'une tête de Memphis sur un centre de Cornet, peu à côté des buts de Steve Mandanda. Peu après la quarantième minute, c'est l'OM, bien que peu reluisant, qui se procure un pénalty à la suite d'une main involontaire de Paquetá après une frappe à l'entrée de la surface de Pape Gueye. Les joueurs de Rudi Garcia contestent cette décision, notamment du fait que le milieu brésilien - aussi sanctionné d'un carton jaune - ait d'abord heurté la balle avec son torse. Cela ne change rien et l'arbitre, comme au match aller (avec le but injustement refusé à Houssem Aouar), va dans le sens des Marseillais, en défaveur des Lyonnais. Cette partialité de l'arbitre Benoît Millot sera explicitée plus tard lorsqu'il refusera de siffler un penalty pour l'OL sur une main du défenseur phocéen Yūto Nagatomo dans la surface marseillaise, contrant un centre de Dubois. Le penalty marseillais est transformé par Arkadiusz Milik (deuxième but de sa carrière sous les couleurs marseillaises) qui prend Anthony Lopes à contre-pied d'une frappe de l'intérieur du pied gauche dans le petit filet droit. Le début de seconde période est peu intéressant, avec seulement quelques incursions marseillaises sur lesquelles Denayer se montre vigilant et une frappe de Memphis passant peu à côté des cages marseillaises. Le capitaine batave se démarque aussi négativement par de nombreux coups francs fort mal tirés. Cependant, à la 70e, à la suite d'une intervention trop appuyée de Paquetá sur la cheville du grassouillet sumotori Dimitri Payet, le milieu brésilien concède un second carton jaune et est alors expulsé pour la première fois de sa carrière lyonnaise. La fin de match ne changera rien au score, malgré un but finalement refusé à Memphis pour hors-jeu. Finalement, l'OL n'a cadré qu'une seule fois dans le match (sur 11 tirs) et l'OM seulement deux fois (sur 12 tirs). Même si l'erreur d'arbitrage (penalty non sifflé pour l'OL) n'explique pas la mauvaise performance lyonnaise, le directeur sportif Juninho pointera en fin de partie le fait que les décisions arbitrales défavorables à l'OL se multiplient cette saison, après la main dans la surface non sifflée contre Nîmes en début de saison, le but refusé d'Aouar contre l'OM à l'aller, le but invalidé par le VAR à Toko-Ekambi contre le FC Metz (décisions auxquelles on pourrait ajouter le penalty sifflé pour le MHSC en début de saison, le penalty oublié pour l'OL à Lorient, les expulsions de Bard face à l'AS Monaco, de Cherki à Metz et de Mendes à Paris, le deuxième but brestois lors du match aller, la main bordelaise non sifflée dans la surface au match retour, etc). C'est en tout cas la première fois de la saison que l'OL ne s'impose pas après avoir ouvert le score (14/14 en championnat avant ce match) : cela n'était plus arrivé depuis février 2020 en L1. Toutefois, l'OL reste invaincu lors de ses 12 derniers matches de L1 à l'extérieur (8 victoires et 4 nuls), il s'agit de la deuxième meilleure série de son histoire après celle de mars 2005 à avril 2006 (21). A titre individuel, l'entraîneur lyonnais Rudi Garcia n'a remporté aucun Olympico sur le banc en Ligue 1 (2 nuls, 6 défaites). Plus globalement, l'OL perd deux points précieux alors que l'équipe marseillaise à laquelle il était opposé se trouve dans une mauvaise période, sans réel talent. Le club rhodanien n'a pris que 4 points sur 9 lors des trois derniers matches et en compte 16 sur 24 sur la phase retour. Depuis début 2021, l'OL a empoché 20 points sur 30 (6 victoires, 2 nuls, 2 défaites), soit 2 points par match en moyenne. Sur les dix premiers matches de cette nouvelle année civile, l'OL est distancé par ses trois rivaux du haut de classement, derrière Monaco (28 points sur 30), Lille (23) et Paris (22). Si le bilan comptable n'est donc pas désastreux, il est bien moins impressionnant que celui de la fin 2020 et il en va de même pour le jeu déployé, avec notamment un seul but inscrit en seconde période lors de ses cinq derniers matchs disputés en L1. Il demeure qu'à ce stade de la compétition, l'OL réalise avec 56 points le troisième meilleur total de son histoire dans l'élite après 2006-07 (61 points) et 2005-06 (59 points). Au classement, les Rhodaniens redescendent à la troisième place à la suite de la victoire du PSG (deuxième, à un point), toujours à trois points de la première place de Lille et voient l'AS Monaco revenir sur leurs talons dans la course au podium (quatrième, à un point).
- J28 : OL - Stade rennais

Trois jours après le match décevant à Marseille, l'OL reçoit le Stade rennais contre lequel il avait déjà joué en janvier 2021 pour le compte de la dernière journée de la phase aller. Ce jour-là, l'OL avait rapporté le nul en fin de match après avoir longtemps été mené de deux buts, au terme d'une prestation médiocre. La situation a changé pour le club breton, qui vient de voir son entraîneur Julien Stéphan démissionner quelques jours avant le match. L'ironie du sort est que, le lendemain du match, sera officialisée l'arrivée de Bruno Génésio à la tête de l'équipe rennaise, alors même que celui-ci avait vu son aventure lyonnaise se terminer en 2019 du fait d'une défaite à Décines contre les Bretons en demi-finale de Coupe de France. On note en outre que l'OL reste sur quatre défaites de suite face à Rennes au Groupama Stadium, ne s'étant plus imposé à domicile depuis décembre 2016. Contre cet adversaire situé en fin de première partie de tableau qui reste par ailleurs sur sept matches sans victoires toutes compétitions confondues, Rudi Garcia aligne sa charnière centrale classique avec à sa droite Léo Dubois et, à gauche, le retour comme titulaire de Mattia De Sciglio. Au milieu, en l'absence de Lucas Paquetá, suspendu, est titularisé pour la troisième fois de la saison (à chaque fois en phase retour : à Saint-Étienne et face à Bordeaux) le trio Mendes-Guimarães-Caqueret. L'attaque est inédite puisqu'aux côtés de Karl Toko-Ekambi et Memphis Depay, est titularisé sur l'aile droite Islam Slimani. Il s'agit de la première titularisation de l'attaquant algérien en L1 avec son nouveau club, sa première en L1 (avec l'AS Monaco) depuis février 2020. La première mi-temps est particulièrement insipide, avec un milieu lyonnais assez terne et des ailes peu dangereuses. Les Bretons ont la possession du ballon mais aucun tir cadré n'est à noter de part et d'autre jusqu'au temps additionnel, sur une frappe de Memphis à la suite d'une passe en profondeur dans la surface de Toko-Ekambi. La deuxième période est un peu meilleure pour les Rhodaniens, avec notamment dès son entame un face à face manqué de son attaquant batave (bien lancé par son ailier camerounais d'un extérieur du gauche), ne redressant pas assez son lob qui finit au-dessus de la cage adverse. Une dizaine de minutes plus tard, Caqueret n'appuie pas suffisamment une reprise dans la surface à la suite d'un centre de De Sciglio, ratant l'occasion pour son équipe de prendre l'avantage. A l'heure de jeu, devant le peu de situations dangereuses pour son équipe, l'entraîneur lyonnais fait entrer Tino Kadewere et Houssem Aouar. Peu après, l'un centre pour l'autre qui dévie de la poitrine vers le second poteau où Toko-Ekambi passe proche de reprendre la gonfle à bout pourtant. La domination lyonnaise s'intensifie avec un but - logiquement - refusé de Kadewere, hors-jeu à la réception d'un centre tendu de Dubois puis un tir cadré de Toko-Ekambi dans la surface contré in extremis par le latéral Adrien Truffert. L'OL est récompensé à la minute suivante, la 74e : à la suite d'une passe en profondeur de Mendes, Memphis fait la différence à droite et est déséquilibré par le défenseur Nayef Aguerd aux abords de la surface mais parvient à se débattre au sol afin de transmettre le ballon à Aouar, seul au point de penalty. Ce dernier n'a plus qu'à ajuster sa reprise de l'intérieur du pied droit, inscrivant ainsi le premier but à domicile en L1 de l'OL face à Rennes depuis décembre 2016. C'est le cinquième but de la saison en championnat de l'international français et la huitième passe décisive de l'attaquant hollandais. Le jeune Franco-Algérien devient le quatrième plus jeune joueur à atteindre les 30 buts inscrits avec l'OL au XXIe siècle. Quant au Néerlandais, il est impliqué sur 22 buts en L1 cette saison (14 buts, 8 passes décisives), uniquement devancé par Kylian Mbappé à ce titre. Il délivre sa 50e passe décisive (en 166 matches) avec l'OL, devenant seulement le deuxième joueur du club à atteindre ce total au XXIe siècle après Juninho, étant notamment le deuxième meilleur passeur de l'OL en L1 depuis la saison 2001-2002. La connexion entre l'attaquant hollandais et le milieu français est illustré par le fait que Memphis a délivré sa septième passe décisive, depuis son arrivée à l'OL, pour Aouar : aucun joueur de l'OL n'a reçu plus de passes décisives de Memphis depuis son arrivée. Trois minutes après ce but salvateur, Aouar passe près du doublé puisque, à la suite d'une perte de balle rennaise, il se retrouve en duel avec le portier Alfred Gomis mais voit son tir repoussé par celui-ci. Le match se termine sur une victoire par le plus petit des écarts, précieuse pour l'OL. Malgré une possession de 46% seulement, Lyon aura tout de même plus tiré (15 contre 12) et cadré (7 à 1). L'OL empoche donc son 7e succès de l'année 2021 (aussi 2 nuls et 2 défaites : 23 points pris sur 33). Surtout,  avec 59 points, il réalise - à égalité avec la saison 2005-06 - son meilleur bilan après 28 journées après 2006-07 (62 points). Au classement, l'OL garde trois points de retard sur le LOSC et un sur le PSG (tous deux aussi vainqueurs dans la douleur) mais possède désormais quatre points d'avance sur l'AS Monaco, défaite à Strasbourg.

## Statistiques

### Collectives
| Compétition     | Matches joués | Matchs gagnés | Matchs nuls | Matchs perdus | Buts marqués | Buts encaissés | Différence de buts |
| --------------- | ------------- | ------------- | ----------- | ------------- | ------------ | -------------- | ------------------ |
| Ligue 1         | 38            | 22            | 10          | 6             | 81           | 43             | +38                |
| Coupe de France | 4             | 2             | 1           | 1             | 12           | 7              | +5                 |
| Total           | 42            | 24            | 11          | 7             | 93           | 50             | +43                |
| Matchs amicaux  | 6             | 5             | 0           | 1             | 21           | 7              | +14                |

### Individuelles

#### Statistiques buteurs[59]
| Place | Nom              | Ligue 1 | Coupe de France | TOTAL des BUTS |
| ----- | ---------------- | ------- | --------------- | -------------- |
| 1     | Memphis Depay    | 20      | 2               | 22 buts        |
| 2     | Karl Toko Ekambi | 14      | -               | 14 buts        |
| 3     | Tino Kadewere    | 10      | -               | 10 buts        |
| 3     | Lucas Paquetá    | 9       | 1               | 10 buts        |
| 5     | Houssem Aouar    | 7       | 1               | 8 buts         |
| 6     | Maxwel Cornet    | 2       | 2               | 4 buts         |
| 6     | Islam Slimani    | 3       | 1               | 4 buts         |
| 6     | Rayan Cherki     | 1       | 3               | 4 buts         |
| 7     | Marcelo          | 3       | -               | 3 buts         |
| 7     | Bruno Guimarães  | 3       | -               | 3 buts         |
| 8     | Léo Dubois       | 2       | -               | 2 buts         |
| 8     | Jason Denayer    | 1       | 1               | 2 buts         |
| 9     | Moussa Dembélé   | 1       | -               | 1 but          |
| 9     | Djamel Benlamri  | -       | 1               | 1 but          |
| 14    | Contre son camp  | 5       | -               | 4 buts         |
| Total | 14 buteurs       | 81 buts | 12 buts         | 93 buts        |

#### Statistiques passeurs[60],[61]
| Place | Nom               | Ligue 1   | Coupe de France | TOTAL des passes |
| ----- | ----------------- | --------- | --------------- | ---------------- |
| 1     | Memphis Depay     | 12        | -               | 12 passes        |
| 2     | Lucas Paquetá     | 9         | 1               | 10 passes        |
| 3     | Karl Toko-Ekambi  | 7         | -               | 7 passes         |
| 4     | Maxwel Cornet     | 5         | 1               | 6 passes         |
| 5     | Houssem Aouar     | 3         | 1               | 4 passes         |
| 5     | Léo Dubois        | 4         | -               | 4 passes         |
| 5     | Islam Slimani     | 1         | 3               | 4 passes         |
| 5     | Rayan Cherki      | 3         | 1               | 4 passes         |
| 9     | Tino Kadewere     | 3         | -               | 3 passes         |
| 9     | Mattia De Sciglio | 1         | 2               | 3 passes         |
| 11    | Bruno Guimarães   | 1         | 1               | 2 passes         |
| 11    | Thiago Mendes     | 1         | 1               | 2 passes         |
| 13    | Melvin Bard       | 1         | -               | 1 passe          |
| 13    | Maxence Caqueret  | 1         | -               | 1 passe          |
| Total | 14 passeurs       | 52 passes | 11 passes       | 63 passes        |

#### Statistiques détaillées[60]
| Num | Nat. | Nom            | Championnat | Championnat | Championnat | Championnat  | Coupes nationales | Coupes nationales | Coupes nationales | Coupes nationales | Total | Total       | Total  | Total        |
| Num | Nat. | Nom            | M.j.        | But inscrit | Averti      | Carton rouge | M.j.              | But inscrit       | Averti            | Carton rouge      | M.j.  | But inscrit | Averti | Carton rouge |
| --- | ---- | -------------- | ----------- | ----------- | ----------- | ------------ | ----------------- | ----------------- | ----------------- | ----------------- | ----- | ----------- | ------ | ------------ |
| 1   |      | Lopes          | 38          | 0           | 2           | 0            | 1                 | 0                 | 0                 | 0                 | 39    | 0           | 2      | 0            |
| 2   |      | Diomandé       | 27          | 0           | 3           | 0            | 4                 | 0                 | 1                 | 1                 | 31    | 0           | 4      | 1            |
| 3   |      | Benlamri       | 6           | 0           | 0           | 0            | 2                 | 1                 | 1                 | 0                 | 8     | 1           | 1      | 0            |
| 5   |      | Denayer        | 31          | 1           | 1           | 0            | 2                 | 1                 | 0                 | 0                 | 33    | 3           | 1      | 0            |
| 6   |      | Marcelo        | 34          | 3           | 5           | 2            | 3                 | 0                 | 0                 | 0                 | 37    | 3           | 5      | 2            |
| 7   |      | Toko-Ekambi    | 35          | 14          | 3           | 0            | 4                 | 0                 | 0                 | 0                 | 39    | 14          | 3      | 0            |
| 8   |      | Aouar          | 30          | 7           | 3           | 1            | 3                 | 1                 | 0                 | 0                 | 33    | 8           | 3      | 0            |
| 9   |      | Dembélé        | 16          | 1           | 3           | 0            | -                 | -                 | -                 | -                 | 16    | 1           | 3      | 0            |
| 10  |      | Memphis        | 37          | 20          | 4           | 0            | 3                 | 2                 | 1                 | 0                 | 40    | 22          | 5      | 0            |
| 11  |      | Kadewere       | 33          | 10          | 4           | 0            | -                 | -                 | -                 | -                 | 33    | 10          | 4      | 0            |
| 12  |      | Paquetá        | 30          | 9           | 3           | 1            | 4                 | 1                 | 2                 | 0                 | 34    | 10          | 5      | 1            |
| 14  |      | Dubois         | 37          | 2           | 3           | 0            | 3                 | 0                 | 0                 | 0                 | 40    | 2           | 3      | 0            |
| 17  |      | Gusto          | 2           | 0           | 0           | 0            | -                 | -                 | -                 | -                 | 2     | 0           | 0      | 0            |
| 18  |      | Cherki         | 27          | 1           | 1           | 1            | 3                 | 3                 | 1                 | 0                 | 30    | 4           | 2      | 1            |
| 19  |      | Özkacar        | -           | -           | -           | -            | 1                 | 0                 | 0                 | 0                 | 1     | 0           | 0      | 0            |
| 20  |      | Slimani        | 18          | 3           | 0           | 0            | 3                 | 1                 | 0                 | 0                 | 21    | 4           | 0      | 0            |
| 22  |      | De Sciglio     | 29          | 0           | 4           | 1            | 4                 | 0                 | 1                 | 0                 | 33    | 0           | 5      | 1            |
| 23  |      | Mendes         | 32          | 0           | 5           | 1            | 3                 | 0                 | 1                 | 0                 | 35    | 0           | 6      | 1            |
| 25  |      | Caqueret       | 29          | 0           | 2           | 1            | 4                 | 0                 | 0                 | 0                 | 33    | 0           | 2      | 1            |
| 26  |      | Bard           | 14          | 0           | 0           | 1            | 4                 | 0                 | 0                 | 0                 | 18    | 0           | 0      | 1            |
| 27  |      | Cornet         | 36          | 2           | 5           | 0            | 3                 | 2                 | 0                 | 0                 | 39    | 4           | 5      | 0            |
| 29  |      | Soumaré        | 3           | 0           | 0           | 0            | 1                 | 0                 | 0                 | 0                 | 4     | 0           | 0      | 0            |
| 30  |      | Pollersbeck    | -           | -           | -           | -            | 3                 | 0                 | 0                 | 0                 | 3     | 0           | 0      | 0            |
| 39  |      | Guimarães      | 19          | 1           | 4           | 0            | -                 | -                 | -                 | -                 | 19    | 1           | 4      | 0            |
| 40  |      | Barcola        | -           | -           | -           | -            | -                 | -                 | -                 | -                 | -     | -           | -      | -            |
| -   |      | Lucas          | 8           | 0           | 1           | 0            | -                 | -                 | -                 | -                 | 8     | 0           | 1      | 0            |
| -   |      | Andersen       | 3           | 0           | 1           | 0            | -                 | -                 | -                 | -                 | 3     | 0           | 1      | 0            |
| -   |      | Reine-Adélaïde | 1           | 0           | 0           | 0            | -                 | -                 | -                 | -                 | 1     | 0           | 0      | 0            |
| -   |      | Marçal         | 1           | 0           | 0           | 0            | -                 | -                 | -                 | -                 | 1     | 0           | 0      | 0            |
| -   |      | Tete           | 1           | 0           | 0           | 0            | -                 | -                 | -                 | -                 | 1     | 0           | 0      | 0            |